# PSV in het seizoen 2013/14 (mannen)
Het seizoen 2013/2014 is het 101e jaar in het bestaan van PSV. De Eindhovense voetbalclub nam in deze jaargang voor het 58e opeenvolgende jaar deel aan de Eredivisie en aan de toernooien om de KNVB beker en de voorronde van de Champions League.

## Selectie
| Nr.           | Nat.                | Naam                | Geb. dat. | Bij PSV    | Contract tot | Optie     | Vorige club         | Bedrag      | Positie            | Notitie                     |         |
| Keepers       | Keepers             | Keepers             | Keepers   | Keepers    | Keepers      | Keepers   | Keepers             | Keepers     | Keepers            | Keepers                     | Keepers |
| ------------- | ------------------- | ------------------- | --------- | ---------- | ------------ | --------- | ------------------- | ----------- | ------------------ | --------------------------- | ------- |
| 1             | Vlag van Polen      | Przemysław Tytoń    | 04-01-'87 | aug. 2011  | juli 2016    | -         | Roda JC Kerkrade    | € 3.500.000 | K                  | Pools international         |         |
| 21            | Vlag van Nederland  | Jeroen Zoet         | 06-01-'91 | mei 2012   | juli 2016    | -         | RKC Waalwijk        | -           | K                  | Eigen jeugd; Nederlands U21 |         |
| 31            | Vlag van Nederland  | Nigel Bertrams      | 08-01-'93 | juli 2012  | juli 2016    | -         | Eigen jeugd         | -           | K                  | Eigen jeugd                 |         |
| 51            | Vlag van Nederland  | Benjamin van Leer   | 09-04-'92 | juli 2013  | juli 2014    | -         | Eigen jeugd         | -           | K                  | Eigen jeugd                 |         |
| Verdedigers   |                     |                     |           |            |              |           |                     |             |                    |                             |         |
| 2             | Vlag van Denemarken | Mathias Jørgensen   | 23-05-'90 | juni 2012  | juli 2016    | -         | FC Kopenhagen       | -           | CV                 | Deens international         |         |
| 3             | Vlag van Nederland  | Karim Rekik         | 02-12-'94 | juli 2013  | juni 2014    | -         | Manchester City     | Huur        | CV, LV             |                             |         |
| 5             | Vlag van Nederland  | Jeffrey Bruma       | 13-11-'91 | juli 2013  | juli 2017    | -         | Chelsea             | € 3.000.000 | CV, RV             | Nederlands international    |         |
| 13            | Vlag van Colombia   | Santiago Arias      | 13-01-'92 | juli 2013  | juli 2016    | -         | Sporting CP         | € 800.000   | RV                 |                             |         |
| 15            | Vlag van Nederland  | Jetro Willems       | 30-03-'94 | aug. 2011  | juli 2017    | -         | Sparta Rotterdam    | € 800.000   | LV                 | Nederlands international    |         |
| 25            | Vlag van Nederland  | Menno Koch          | 02-07-'94 | juli 2013  | juli 2015    | -         | Eigen jeugd         | -           | CV                 | Eigen jeugd                 |         |
| 26            | Vlag van Nederland  | Joshua Brenet       | 20-03-'94 | maart 2012 | juli 2016    | -         | Eigen jeugd         | -           | RV                 | Eigen jeugd; Nederlands U19 |         |
| 28            | Vlag van Nederland  | Abel Tamata         | 05-12-'90 | juli 2011  | juli 2015    | -         | Roda JC             | -           | LV, RV             | Eigen jeugd                 |         |
| 29            | Vlag van Nederland  | Jorrit Hendrix      | 06-02-'95 | juli 2013  | juli 2017    | -         | Eigen jeugd         | -           | CV, LV, VM         | Eigen jeugd                 |         |
| 49            | Vlag van IJsland    | Hjörtur Hermannsson | 08-02-'95 | juli 2013  | juli 2015    | -         | Eigen jeugd         | -           | RV, CV, LV         | Eigen jeugd                 |         |
| Middenvelders |                     |                     |           |            |              |           |                     |             |                    |                             |         |
| 6             | Vlag van Nederland  | Adam Maher          | 20-07-'93 | juli 2013  | juli 2018    | -         | AZ Alkmaar          | € 6.500.000 | CM, AM             | Nederlands international    |         |
| 8             | Vlag van Nederland  | Stijn Schaars       | 11-01-'84 | juli 2013  | juli 2016    | -         | Sporting CP         | € 800.000   | CM, VM, LV         | Nederlands international    |         |
| 10            | Vlag van Nederland  | Georginio Wijnaldum | 11-11-'90 | juli 2011  | juli 2015    | -         | Feyenoord           | € 5.000.000 | AM, RA, CM         | Nederlands international    |         |
| 20            | Vlag van Nederland  | Peter van Ooijen    | 16-02-'92 | juli 2011  | juli 2014    | juli 2015 | Eigen jeugd         | -           | CM, AM, VM         | Eigen jeugd                 |         |
| 27            | Vlag van Zweden     | Oscar Hiljemark     | 28-06-'92 | jan. 2013  | juli 2017    | -         | IF Elfsborg         | € 2.200.000 | VM, CM             | Zweeds international        |         |
| 33            | Vlag van Zuid-Korea | Park Ji-sung        | 25-02-'81 | juli 2013  | juli 2015    | -         | Queens Park Rangers | Huur        | CM, AM, VM, RA, LA |                             |         |
| 47            | Vlag van Nederland  | Rai Vloet           | 08-05-'95 | juli 2012  | juli 2015    | -         | Eigen jeugd         | -           | CM, CAM, CA, SP    | Eigen jeugd                 |         |
| Aanvallers    |                     |                     |           |            |              |           |                     |             |                    |                             |         |
| 9             | Vlag van Slovenië   | Tim Matavž          | 13-01-'89 | aug. 2011  | juli 2016    | -         | FC Groningen        | € 5.500.000 | SP                 | Sloveens international      |         |
| 11            | Vlag van Nederland  | Jürgen Locadia      | 7-11-'93  | juli 2010  | juli 2017    | -         | Eigen jeugd         | -           | SP, RA             | Eigen jeugd; Nederlands U19 |         |
| 14            | Vlag van Nederland  | Florian Jozefzoon   | 9-02-'91  | juli 2013  | juli 2016    | juli 2017 | RKC Waalwijk        | € 400.000   | RA, LA, SP         | Nederlands U21              |         |
| 17            | Vlag van Nederland  | Luciano Narsingh    | 13-09-'90 | juli 2012  | juli 2017    | -         | sc Heerenveen       | € 4.100.000 | RA, LA             | Nederlands international    |         |
| 19            | Vlag van België     | Zakaria Bakkali     | 20-01-'96 | juli 2012  | juli 2015    | -         | Eigen jeugd         | -           | LA, RA, SP, AM     | Eigen jeugd; België U17     |         |
| 22            | Vlag van Nederland  | Memphis Depay       | 13-02-'94 | sep. 2011  | juli 2017    | -         | Eigen jeugd         | -           | LA, SP             | Eigen jeugd; Nederlands U17 |         |
| 23            | Vlag van Costa Rica | Bryan Ruiz          | 18-08-'85 | jan. 2014  | juli 2014    | -         | Fulham              | Huur        | LA, RA, CA         | Costa Ricaans international |         |

## Transfers 2013/14
| Aangetrokken \| \| Naam \| Positie \| Oude Club \| Land \| Per \| Transfersom \| \| \| Transfers \| Transfers \| Transfers \| Transfers \| Transfers \| Transfers \| \| \| ----------------- \| ------------ \| ------------------- \| --------- \| --------------- \| ----------- \| \| \| Jeffrey Bruma \| Verdediger \| Chelsea \| Engeland \| 1 juli 2013 \| € 3.000.000 \| \| \| Florian Jozefzoon \| Aanvaller \| RKC Waalwijk \| Nederland \| 1 juli 2013 \| € 400.000 \| \| \| Adam Maher \| Middenvelder \| AZ \| Nederland \| 1 juli 2013 \| € 6.500.000 \| \| \| Stijn Schaars \| Middenvelder \| Sporting CP \| Portugal \| 1 juli 2013 \| € 800.000 \| \| \| Santiago Arias \| Verdediger \| Sporting CP \| Portugal \| 1 juli 2013 \| € 800.000 \| \| \| Terug van verhuur \| \| \| \| \| \| \| \| Abel Tamata \| Verdediger \| Roda JC \| Nederland \| 1 juli 2013 \| - \| \| \| Jeroen Zoet \| Keeper \| RKC Waalwijk \| Nederland \| 1 juli 2013 \| - \| \| \| Gehuurd \| \| \| \| \| \| \| \| Park Ji-sung \| Middenvelder \| Queens Park Rangers \| Engeland \| 1 juli 2013 \| - \| \| \| Karim Rekik \| Verdediger \| Manchester City \| Engeland \| 1 juli 2013 \| - \| \| \| Bryan Ruiz \| Aanvaller \| Fulham FC \| Engeland \| 15 januari 2014 \| - \| |                   |              |                     |           |                 |             |
| | Naam              | Positie      | Oude Club           | Land      | Per             | Transfersom |
| | Transfers         |              |                     |           |                 |             |
| Vlag van Nederland | Jeffrey Bruma     | Verdediger   | Chelsea             | Engeland  | 1 juli 2013     | € 3.000.000 |
| Vlag van Nederland | Florian Jozefzoon | Aanvaller    | RKC Waalwijk        | Nederland | 1 juli 2013     | € 400.000   |
| Vlag van Nederland | Adam Maher        | Middenvelder | AZ                  | Nederland | 1 juli 2013     | € 6.500.000 |
| Vlag van Nederland | Stijn Schaars     | Middenvelder | Sporting CP         | Portugal  | 1 juli 2013     | € 800.000   |
| Vlag van Colombia | Santiago Arias    | Verdediger   | Sporting CP         | Portugal  | 1 juli 2013     | € 800.000   |
| | Terug van verhuur |              |                     |           |                 |             |
| Vlag van Nederland | Abel Tamata       | Verdediger   | Roda JC             | Nederland | 1 juli 2013     | -           |
| Vlag van Nederland | Jeroen Zoet       | Keeper       | RKC Waalwijk        | Nederland | 1 juli 2013     | -           |
| | Gehuurd           |              |                     |           |                 |             |
| Vlag van Zuid-Korea | Park Ji-sung      | Middenvelder | Queens Park Rangers | Engeland  | 1 juli 2013     | -           |
| Vlag van Nederland | Karim Rekik       | Verdediger   | Manchester City     | Engeland  | 1 juli 2013     | -           |
| Vlag van Costa Rica | Bryan Ruiz        | Aanvaller    | Fulham FC           | Engeland  | 15 januari 2014 | -           |

| Vertrokken \| \| Naam \| Positie \| Nieuwe Club \| Land \| Per \| Transfersom \| \| \| Transfers \| Transfers \| Transfers \| Transfers \| Transfers \| Transfers \| \| \| ----------------- \| ------------ \| ----------------------------- \| --------- \| ----------------------------------- \| ------------ \| \| \| Jeremain Lens \| Aanvaller \| Dinamo Kiev \| Oekraïne \| 1 juli 2013 \| € 9.000.000 \| \| \| Dries Mertens \| Aanvaller \| Napoli \| Italië \| 1 juli 2013 \| € 9.700.000 \| \| \| Erik Pieters \| Verdediger \| Stoke City \| Engeland \| 1 juli 2013 \| € 3.600.000 \| \| \| Kevin Strootman \| Middenvelder \| AS Roma \| Italië \| 1 juli 2013 \| € 17.000.000 \| \| \| Marcelo \| Verdediger \| Hannover 96 \| Duitsland \| 10 augustus 2013 \| € 2.750.000 \| \| \| Ola Toivonen \| Aanvaller \| Stade Rennes \| Frankrijk \| 20 januari 2014 \| € 2.500.000 \| \| \| Transfervrij \| \| \| \| \| \| \| \| Boy Waterman \| Keeper \| Karabükspor \| Turkije \| 1 juli 2013 \| n.v.t. \| \| \| Atiba Hutchinson \| Verdediger \| Beşiktaş JK \| Turkije \| 1 juli 2013 \| n.v.t. \| \| \| Orlando Engelaar \| Middenvelder \| Melbourne Heart \| Australië \| 1 juli 2013 \| n.v.t. \| \| \| Gianluca Maria \| Aanvaller \| MVV Maastricht \| Nederland \| 1 juli 2013 \| n.v.t. \| \| \| Stefan Nijland \| Aanvaller \| PEC Zwolle \| Nederland \| 1 juli 2013 \| n.v.t. \| \| \| Marco Ospitalieri \| Middenvelder \| MVV Maastricht \| Nederland \| 1 juli 2013 \| n.v.t. \| \| \| Jagoš Vuković \| Verdediger \| Vojvodina Novi Sad \| Servië \| 1 juli 2013 \| n.v.t. \| \| \| Stanislav Manolev \| Verdediger \| Koeban Krasnodar, per 7 maart \| Rusland \| 17 januari 2014, contract afgekocht \| n.v.t. \| \| \| Gestopt \| \| \| \| \| \| \| \| Mark van Bommel \| Middenvelder \| n.v.t. \| n.v.t. \| 1 juli 2013 \| n.v.t. \| \| \| Wilfred Bouma \| Verdediger \| n.v.t. \| n.v.t. \| 1 juli 2013 \| n.v.t. \| \| \| Verhuurd \| \| \| \| \| \| \| \| Timothy Derijck \| Verdediger \| FC Utrecht \| Nederland \| 1 juli 2013 \| n.v.t. \| \| \| Marcel Ritzmaier \| Middenvelder \| SC Cambuur \| Nederland \| 8 augustus 2013 \| n.v.t. \| |                   |              |                               |           |                                     |              |
| | Naam              | Positie      | Nieuwe Club                   | Land      | Per                                 | Transfersom  |
| | Transfers         |              |                               |           |                                     |              |
| Vlag van Nederland | Jeremain Lens     | Aanvaller    | Dinamo Kiev                   | Oekraïne  | 1 juli 2013                         | € 9.000.000  |
| Vlag van België | Dries Mertens     | Aanvaller    | Napoli                        | Italië    | 1 juli 2013                         | € 9.700.000  |
| Vlag van Nederland | Erik Pieters      | Verdediger   | Stoke City                    | Engeland  | 1 juli 2013                         | € 3.600.000  |
| Vlag van Nederland | Kevin Strootman   | Middenvelder | AS Roma                       | Italië    | 1 juli 2013                         | € 17.000.000 |
| Vlag van Brazilië | Marcelo           | Verdediger   | Hannover 96                   | Duitsland | 10 augustus 2013                    | € 2.750.000  |
| Vlag van Zweden | Ola Toivonen      | Aanvaller    | Stade Rennes                  | Frankrijk | 20 januari 2014                     | € 2.500.000  |
| | Transfervrij      |              |                               |           |                                     |              |
| Vlag van Nederland | Boy Waterman      | Keeper       | Karabükspor                   | Turkije   | 1 juli 2013                         | n.v.t.       |
| Vlag van Canada | Atiba Hutchinson  | Verdediger   | Beşiktaş JK                   | Turkije   | 1 juli 2013                         | n.v.t.       |
| Vlag van Nederland | Orlando Engelaar  | Middenvelder | Melbourne Heart               | Australië | 1 juli 2013                         | n.v.t.       |
| Vlag van Nederland | Gianluca Maria    | Aanvaller    | MVV Maastricht                | Nederland | 1 juli 2013                         | n.v.t.       |
| Vlag van Nederland | Stefan Nijland    | Aanvaller    | PEC Zwolle                    | Nederland | 1 juli 2013                         | n.v.t.       |
| Vlag van België | Marco Ospitalieri | Middenvelder | MVV Maastricht                | Nederland | 1 juli 2013                         | n.v.t.       |
| Vlag van Servië | Jagoš Vuković     | Verdediger   | Vojvodina Novi Sad            | Servië    | 1 juli 2013                         | n.v.t.       |
| Vlag van Bulgarije | Stanislav Manolev | Verdediger   | Koeban Krasnodar, per 7 maart | Rusland   | 17 januari 2014, contract afgekocht | n.v.t.       |
| | Gestopt           |              |                               |           |                                     |              |
| Vlag van Nederland | Mark van Bommel   | Middenvelder | n.v.t.                        | n.v.t.    | 1 juli 2013                         | n.v.t.       |
| Vlag van Nederland | Wilfred Bouma     | Verdediger   | n.v.t.                        | n.v.t.    | 1 juli 2013                         | n.v.t.       |
| | Verhuurd          |              |                               |           |                                     |              |
| Vlag van België | Timothy Derijck   | Verdediger   | FC Utrecht                    | Nederland | 1 juli 2013                         | n.v.t.       |
| Vlag van Oostenrijk | Marcel Ritzmaier  | Middenvelder | SC Cambuur                    | Nederland | 8 augustus 2013                     | n.v.t.       |

## Voorbereiding
| 6 juli 2013, 16u00                         | DOSKO | 0 - 11 (0 - 7) | PSV | Opstelling DOSKO                                                                                               | Opstelling PSV |  |
| Stadion: Sportpark Meilust, Bergen op Zoom |       |                | Stanislav Manolev '08 Zakaria Bakkali '15 Oscar Hiljemark '20 Jürgen Locadia '28 Jorrit Hendrix '39 Jürgen Locadia '40 Zakaria Bakkali '45 Jürgen Locadia '52 Mohamed Rayhi '65 Mohamed Rayhi '70 Mohamed Rayhi '89 | Vendrigs, Klomps, Van Diest, Schuurbiers, Geers, Nuytemans, R. Dietvorst, B. Dietvorst, Broeren, Bedaf, Kartal | Tytoń (Bertrams '45), Manolev (Brenet '45), Zanka (Derijck '45), Hendrix (Horsten '60), Willems (Marcelo '45), Van Ooijen (Toivonen '60), Hiljemark, Ritzmaier, Locadia, Matavž, Bakkali (Rayhi '60) |  |
| Stadion: Sportpark Meilust, Bergen op Zoom |       |                | | Vendrigs, Klomps, Van Diest, Schuurbiers, Geers, Nuytemans, R. Dietvorst, B. Dietvorst, Broeren, Bedaf, Kartal | Tytoń (Bertrams '45), Manolev (Brenet '45), Zanka (Derijck '45), Hendrix (Horsten '60), Willems (Marcelo '45), Van Ooijen (Toivonen '60), Hiljemark, Ritzmaier, Locadia, Matavž, Bakkali (Rayhi '60) |  |
| Stadion: Sportpark Meilust, Bergen op Zoom |       |                | | Vendrigs, Klomps, Van Diest, Schuurbiers, Geers, Nuytemans, R. Dietvorst, B. Dietvorst, Broeren, Bedaf, Kartal | Tytoń (Bertrams '45), Manolev (Brenet '45), Zanka (Derijck '45), Hendrix (Horsten '60), Willems (Marcelo '45), Van Ooijen (Toivonen '60), Hiljemark, Ritzmaier, Locadia, Matavž, Bakkali (Rayhi '60) |  |
|                                            |       |                | | | |  |

| 9 juli 2013, 19u00                                      | PSV                                              | 3 - 0 (2 - 0) | FC Eindhoven | Opstelling PSV | Opstelling FC Eindhoven                                                                                       |  |
| Stadion: Philips Stadion, Eindhoven Reinold Wiedemeijer | Tim Matavž '14 Tim Matavž '36 Jürgen Locadia '88 |               |              | Tytoń (Bertrams '45), Manolev (Brenet '45), Marcelo (Derijck '61), Hendrix (Zanka '45), Willems, Hiljemark, Van Ooijen (Horsten '74), Toivonen (Ritzmaier '61), Locadia, Matavž, Bakkali (Rayhi '81) | Muyters, Durwael, N'Toko, Van Son, Van den Hurk, Waalkens, Deschilder, Van Geele, De Wilde, Lagouireh, Artien |  |
| Stadion: Philips Stadion, Eindhoven Reinold Wiedemeijer |                                                  |               |              | Tytoń (Bertrams '45), Manolev (Brenet '45), Marcelo (Derijck '61), Hendrix (Zanka '45), Willems, Hiljemark, Van Ooijen (Horsten '74), Toivonen (Ritzmaier '61), Locadia, Matavž, Bakkali (Rayhi '81) | Muyters, Durwael, N'Toko, Van Son, Van den Hurk, Waalkens, Deschilder, Van Geele, De Wilde, Lagouireh, Artien |  |
| Stadion: Philips Stadion, Eindhoven Reinold Wiedemeijer |                                                  |               |              | Tytoń (Bertrams '45), Manolev (Brenet '45), Marcelo (Derijck '61), Hendrix (Zanka '45), Willems, Hiljemark, Van Ooijen (Horsten '74), Toivonen (Ritzmaier '61), Locadia, Matavž, Bakkali (Rayhi '81) | Muyters, Durwael, N'Toko, Van Son, Van den Hurk, Waalkens, Deschilder, Van Geele, De Wilde, Lagouireh, Artien |  |
|                                                         |                                                  |               |              | | |  |

| 12 juli 2013, 19u30                                     | Arminia Bielefeld                               | 3 - 3 (3 - 0) | PSV                                | Opstelling Arminia Bielefeld | Opstelling PSV |
| Stadion: Bielefelder Alm, Bielefeld Toeschouwers: 4.050 | Fabian Klos '12 Fabian Hille '17 Tom Schütz '45 |               | Toivonen '54 Zanka '71 Memphis '75 |                              | Tytoń, Manolev (Brenet '45), Marcelo (Zanka '45 ), Hendrix (Rekik '60), Willems (Ritzmaier '61), Hiljemark (Strootman '45), Wijnaldum (Maher '45), Toivonen (Horsten '70), Bakkali (Memphis '45), Locadia (Matavž '45), Jozefzoon(Van Ooijen '45) |
| Stadion: Bielefelder Alm, Bielefeld Toeschouwers: 4.050 |                                                 |               |                                    |                              | Tytoń, Manolev (Brenet '45), Marcelo (Zanka '45 ), Hendrix (Rekik '60), Willems (Ritzmaier '61), Hiljemark (Strootman '45), Wijnaldum (Maher '45), Toivonen (Horsten '70), Bakkali (Memphis '45), Locadia (Matavž '45), Jozefzoon(Van Ooijen '45) |
| Stadion: Bielefelder Alm, Bielefeld Toeschouwers: 4.050 |                                                 |               |                                    |                              | Tytoń, Manolev (Brenet '45), Marcelo (Zanka '45 ), Hendrix (Rekik '60), Willems (Ritzmaier '61), Hiljemark (Strootman '45), Wijnaldum (Maher '45), Toivonen (Horsten '70), Bakkali (Memphis '45), Locadia (Matavž '45), Jozefzoon(Van Ooijen '45) |
|                                                         |                                                 |               |                                    |                              | |

| 14 juli 2013, 16u00                               | Hannover 96 | 0 - 3 (0 - 1) | PSV                                                            | Opstelling Hannover 96                                                                   | Opstelling PSV |  |
| Stadion: AWD Arena, Hannover Toeschouwers: 13.200 |             |               | Georginio Wijnaldum '13 Jürgen Locadia '57 Kevin Strootman '76 | Zieler, Avevor, Sanë, Ballas, Schulz, Prib, Hofmann, Stindl, Schluadraff , Kadah, Huszti | Zoet, Brenet (Manolev '81), Marcelo (Derijck '60), Rekik (Zanka '45), Willems (Hendrix '60), Hiljemark (Kevin Strootman '45), Maher (Ritzmaier '69), Wijnaldum (Horsten '81), Bakkali, Matavž (Locadia '45), Memphis (Van Ooijen '60) |  |
| Stadion: AWD Arena, Hannover Toeschouwers: 13.200 |             |               |                                                                | Zieler, Avevor, Sanë, Ballas, Schulz, Prib, Hofmann, Stindl, Schluadraff , Kadah, Huszti | Zoet, Brenet (Manolev '81), Marcelo (Derijck '60), Rekik (Zanka '45), Willems (Hendrix '60), Hiljemark (Kevin Strootman '45), Maher (Ritzmaier '69), Wijnaldum (Horsten '81), Bakkali, Matavž (Locadia '45), Memphis (Van Ooijen '60) |  |
| Stadion: AWD Arena, Hannover Toeschouwers: 13.200 |             |               |                                                                | Zieler, Avevor, Sanë, Ballas, Schulz, Prib, Hofmann, Stindl, Schluadraff , Kadah, Huszti | Zoet, Brenet (Manolev '81), Marcelo (Derijck '60), Rekik (Zanka '45), Willems (Hendrix '60), Hiljemark (Kevin Strootman '45), Maher (Ritzmaier '69), Wijnaldum (Horsten '81), Bakkali, Matavž (Locadia '45), Memphis (Van Ooijen '60) |  |
|                                                   |             |               |                                                                |                                                                                          | |  |

| 19 juli 2013, 20u00                                                                             | PSV                                                                 | 4 - 3 (3 - 1) | Team van Bommel                                    | Opstelling PSV | Opstelling Team van Bommel |  |
| Stadion: Philips Stadion, Eindhoven Toeschouwers: 35.000 René Temmink (Reinold Wiedemeijer '45) | Adam Maher '5 Memphis Depay '8 Memphis Depay '30 Jürgen Locadia '65 |               | Arjen Robben '28 Dirk Kuyt '60 Mark van Bommel '77 | Tytoń (Zoet '45), Brenet (Manolev '65), Marcelo (Hendrix '45), Bruma (Zanka '45), Willems (Ritzmaier '45), Hiljemark, Wijnaldum (Toivonen '45), Maher, Memphis (Rayhi '65), Matavž (Locadia '45), Bakkali (Van Ooijen '45) | Waterreus (Gomes '33) (Lodewijks '70), Van der Wiel, Stam (Overmars '58), Bouma, Van Bronckhorst (Kežman '58), Van Bommel, Müller (Bruggink '33) (de Jong '75), Sneijder, Robben (Kuyt '33), Ibrahimović (Vogel '33) (Cocu '70), Ribéry (Makaay '33) (Nilis '74) |  |
| Stadion: Philips Stadion, Eindhoven Toeschouwers: 35.000 René Temmink (Reinold Wiedemeijer '45) |                                                                     |               |                                                    | Tytoń (Zoet '45), Brenet (Manolev '65), Marcelo (Hendrix '45), Bruma (Zanka '45), Willems (Ritzmaier '45), Hiljemark, Wijnaldum (Toivonen '45), Maher, Memphis (Rayhi '65), Matavž (Locadia '45), Bakkali (Van Ooijen '45) | Waterreus (Gomes '33) (Lodewijks '70), Van der Wiel, Stam (Overmars '58), Bouma, Van Bronckhorst (Kežman '58), Van Bommel, Müller (Bruggink '33) (de Jong '75), Sneijder, Robben (Kuyt '33), Ibrahimović (Vogel '33) (Cocu '70), Ribéry (Makaay '33) (Nilis '74) |  |
| Stadion: Philips Stadion, Eindhoven Toeschouwers: 35.000 René Temmink (Reinold Wiedemeijer '45) |                                                                     |               |                                                    | Tytoń (Zoet '45), Brenet (Manolev '65), Marcelo (Hendrix '45), Bruma (Zanka '45), Willems (Ritzmaier '45), Hiljemark, Wijnaldum (Toivonen '45), Maher, Memphis (Rayhi '65), Matavž (Locadia '45), Bakkali (Van Ooijen '45) | Waterreus (Gomes '33) (Lodewijks '70), Van der Wiel, Stam (Overmars '58), Bouma, Van Bronckhorst (Kežman '58), Van Bommel, Müller (Bruggink '33) (de Jong '75), Sneijder, Robben (Kuyt '33), Ibrahimović (Vogel '33) (Cocu '70), Ribéry (Makaay '33) (Nilis '74) |  |
|                                                                                                 |                                                                     |               |                                                    | | |  |

| 24 juli 2013, 20u45                               | Fenerbahçe SK | 0 - 2 (0 - 1) | PSV                               | Opstelling Fenerbahçe SK                                                                | Opstelling PSV |  |
| Stadion: Şükrü Saracoğlu Stadion Volkan Bayarslan |               |               | Tim Matavž '15 Jürgen Locadia '70 | Demirel, İrtegün, Alves, Yobo, Kadlec, Meireles, Cristian, Erkin, Belözoğlu, Kuyt, Webó | Zoet (Tytoń '45), Willems (Hendrix '81), Rekik, Bruma , Arias (Brenet '74), Maher (Toivonen '62), Schaars (Hiljemark '62), Wijnaldum, Bakkali (Jozefzoon '74), Matavž (Locadia '62), Depay |  |
| Stadion: Şükrü Saracoğlu Stadion Volkan Bayarslan |               |               |                                   | Demirel, İrtegün, Alves, Yobo, Kadlec, Meireles, Cristian, Erkin, Belözoğlu, Kuyt, Webó | Zoet (Tytoń '45), Willems (Hendrix '81), Rekik, Bruma , Arias (Brenet '74), Maher (Toivonen '62), Schaars (Hiljemark '62), Wijnaldum, Bakkali (Jozefzoon '74), Matavž (Locadia '62), Depay |  |
| Stadion: Şükrü Saracoğlu Stadion Volkan Bayarslan |               |               |                                   | Demirel, İrtegün, Alves, Yobo, Kadlec, Meireles, Cristian, Erkin, Belözoğlu, Kuyt, Webó | Zoet (Tytoń '45), Willems (Hendrix '81), Rekik, Bruma , Arias (Brenet '74), Maher (Toivonen '62), Schaars (Hiljemark '62), Wijnaldum, Bakkali (Jozefzoon '74), Matavž (Locadia '62), Depay |  |
|                                                   |               |               |                                   |                                                                                         | |  |

## Eredivisie

### Wedstrijden

#### Augustus
| 3 augustus 2013, 18u45                                              | ADO Den Haag                        | 2-3 (1-3) | PSV                                                             | Opstelling ADO Den Haag | Opstelling PSV |  |
| Stadion: Kyocera Stadion, Den Haag Toeschouwers: 13.120 Bas Nijhuis | Danny Holla '44 Mike van Duinen '90 |           | Georginio Wijnaldum '12 Danny Holla '27 (e.d) Jetro Willems '33 | Coutinho, Malone (Supusepa '65), Beugelsdijk , Wormgoor, Meijers, Jansen, Holla, van Haaren , Gouriye (Schet '45), van Duinen, Cabral (Kramer '75) | Zoet, Arias, Bruma, Rekik, Willems, Wijnaldum, Schaars, Maher (Hiljemark '74), Bakkali (Jozefzoon '74), Locadia, Depay (Toivonen '85) |  |
| Stadion: Kyocera Stadion, Den Haag Toeschouwers: 13.120 Bas Nijhuis |                                     |           |                                                                 | Coutinho, Malone (Supusepa '65), Beugelsdijk , Wormgoor, Meijers, Jansen, Holla, van Haaren , Gouriye (Schet '45), van Duinen, Cabral (Kramer '75) | Zoet, Arias, Bruma, Rekik, Willems, Wijnaldum, Schaars, Maher (Hiljemark '74), Bakkali (Jozefzoon '74), Locadia, Depay (Toivonen '85) |  |
| Stadion: Kyocera Stadion, Den Haag Toeschouwers: 13.120 Bas Nijhuis |                                     |           |                                                                 | Coutinho, Malone (Supusepa '65), Beugelsdijk , Wormgoor, Meijers, Jansen, Holla, van Haaren , Gouriye (Schet '45), van Duinen, Cabral (Kramer '75) | Zoet, Arias, Bruma, Rekik, Willems, Wijnaldum, Schaars, Maher (Hiljemark '74), Bakkali (Jozefzoon '74), Locadia, Depay (Toivonen '85) |  |
|                                                                     |                                     |           |                                                                 | | |  |

| 10 augustus 2013, 20u45                           | PSV | 5 - 0 (1 - 0) | NEC | Opstelling PSV | Opstelling NEC                                                                                   |  |
| Stadion: Philips Stadion, Eindhoven Björn Kuipers | Zakaria Bakkali '7 Zakaria Bakkali '47 Georginio Wijnaldum '61 Georginio Wijnaldum '75 Zakaria Bakkali '82 |               |     | Zoet, Arias, Bruma, Rekik (Hendrix '87), Willems, Wijnaldum, Hiljemark, Maher (Toivonen '72), Bakkali, Locadia, Depay (Jozefzoon '61) | Johnsson, Bovenberg , van Eijden, Breuer, Conboy, Pálsson , Foor, Loen , Diarra, Higdon, Hemlein |  |
| Stadion: Philips Stadion, Eindhoven Björn Kuipers | |               |     | Zoet, Arias, Bruma, Rekik (Hendrix '87), Willems, Wijnaldum, Hiljemark, Maher (Toivonen '72), Bakkali, Locadia, Depay (Jozefzoon '61) | Johnsson, Bovenberg , van Eijden, Breuer, Conboy, Pálsson , Foor, Loen , Diarra, Higdon, Hemlein |  |
| Stadion: Philips Stadion, Eindhoven Björn Kuipers | |               |     | Zoet, Arias, Bruma, Rekik (Hendrix '87), Willems, Wijnaldum, Hiljemark, Maher (Toivonen '72), Bakkali, Locadia, Depay (Jozefzoon '61) | Johnsson, Bovenberg , van Eijden, Breuer, Conboy, Pálsson , Foor, Loen , Diarra, Higdon, Hemlein |  |
|                                                   | |               |     | |                                                                                                  |  |

| 17 augustus 2013, 18u45             | PSV                                                         | 3 - 0 (0 - 0) | Go Ahead Eagles | Opstelling PSV | Opstelling Go Ahead Eagles |  |
| Stadion: Philips Stadion, Eindhoven | Florian Jozefzoon '48 Oscar Hiljemark '56 Memphis Depay '84 |               |                 | Zoet, Arias (Brenet '30), Rekik, Bruma, Willems, Georginio Wijnaldum, Hiljemark (Schaars '84), Maher, Jozefzoon (Toivonen '75), Matavž, Depay | Room, Amevor, Vriends, van der Linden, Schenk, Overgoor, Antonia (Kavak '79), Türüç (Lambooij '62), Kolder, Rijsdijk (Falkenburg '62), Houtkoop |  |
| Stadion: Philips Stadion, Eindhoven |                                                             |               |                 | Zoet, Arias (Brenet '30), Rekik, Bruma, Willems, Georginio Wijnaldum, Hiljemark (Schaars '84), Maher, Jozefzoon (Toivonen '75), Matavž, Depay | Room, Amevor, Vriends, van der Linden, Schenk, Overgoor, Antonia (Kavak '79), Türüç (Lambooij '62), Kolder, Rijsdijk (Falkenburg '62), Houtkoop |  |
| Stadion: Philips Stadion, Eindhoven |                                                             |               |                 | Zoet, Arias (Brenet '30), Rekik, Bruma, Willems, Georginio Wijnaldum, Hiljemark (Schaars '84), Maher, Jozefzoon (Toivonen '75), Matavž, Depay | Room, Amevor, Vriends, van der Linden, Schenk, Overgoor, Antonia (Kavak '79), Türüç (Lambooij '62), Kolder, Rijsdijk (Falkenburg '62), Houtkoop |  |
|                                     |                                                             |               |                 | | |  |

| 24 augustus 2013, 19u45         | Heracles Almelo | 1 - 1 (1 - 0) | PSV              | Opstelling Heracles Almelo | Opstelling PSV |  |
| Stadion: Polman Stadion, Almelo | Lerin Duarte '6 |               | Park Ji-sung '86 | Pasveer, Schenkeveld, Rienstra , Davidson, te Wierik, Koenders , Quansah, Duarte, Linssen, Rosheuvel (Bruns '62 ), Tannane (Navratil '83) | Zoet, Brenet, Rekik, Bruma, Willems , Schaars, Wijnaldum (Park '66), Maher, Jozefzoon, Locadia (Matavž '79), Depay (Toivonen '59) |  |
| Stadion: Polman Stadion, Almelo |                 |               |                  | Pasveer, Schenkeveld, Rienstra , Davidson, te Wierik, Koenders , Quansah, Duarte, Linssen, Rosheuvel (Bruns '62 ), Tannane (Navratil '83) | Zoet, Brenet, Rekik, Bruma, Willems , Schaars, Wijnaldum (Park '66), Maher, Jozefzoon, Locadia (Matavž '79), Depay (Toivonen '59) |  |
| Stadion: Polman Stadion, Almelo |                 |               |                  | Pasveer, Schenkeveld, Rienstra , Davidson, te Wierik, Koenders , Quansah, Duarte, Linssen, Rosheuvel (Bruns '62 ), Tannane (Navratil '83) | Zoet, Brenet, Rekik, Bruma, Willems , Schaars, Wijnaldum (Park '66), Maher, Jozefzoon, Locadia (Matavž '79), Depay (Toivonen '59) |  |
|                                 |                 |               |                  | | |  |

| 31 augustus 2013, 20u45             | PSV | 0 - 0 | SC Cambuur | Opstelling PSV | Opstelling SC Cambuur |  |
| Stadion: Philips Stadion, Eindhoven |     |       |            | Zoet, Brenet, Hendrix, Bruma , Willems, Schaars, Wijnaldum, Maher (Toivonen '83), Park (Jozefzoon '70), Locadia, Depay (Bakkali '58) | Nienhuis, van der Laan, Leeuwin, Droste , Bakker (van Moorsel '80), Bijker, Ritzmaier , el Makrini, Feldballe (Brands '58), Lukoki (Barto), Hemmen |  |
| Stadion: Philips Stadion, Eindhoven |     |       |            | Zoet, Brenet, Hendrix, Bruma , Willems, Schaars, Wijnaldum, Maher (Toivonen '83), Park (Jozefzoon '70), Locadia, Depay (Bakkali '58) | Nienhuis, van der Laan, Leeuwin, Droste , Bakker (van Moorsel '80), Bijker, Ritzmaier , el Makrini, Feldballe (Brands '58), Lukoki (Barto), Hemmen |  |
| Stadion: Philips Stadion, Eindhoven |     |       |            | Zoet, Brenet, Hendrix, Bruma , Willems, Schaars, Wijnaldum, Maher (Toivonen '83), Park (Jozefzoon '70), Locadia, Depay (Bakkali '58) | Nienhuis, van der Laan, Leeuwin, Droste , Bakker (van Moorsel '80), Bijker, Ritzmaier , el Makrini, Feldballe (Brands '58), Lukoki (Barto), Hemmen |  |
|                                     |     |       |            | | |  |

#### September
| 14 september 2013, 20u45                                                | FC Twente                            | 2 - 2 (1 - 0) | PSV                                       | Opstelling FC Twente | Opstelling PSV |  |
| Stadion: De Grolsch Veste, Enschede Toeschouwers: 29.750 Pol van Boekel | Shadrach Eghan '17 Quincy Promes '70 |               | Georginio Wijnaldum '66 Memphis Depay '83 | Marsman, Bengtsson , Bjelland, Rosales, Koppers , Gutiérrez, Ebecilio, Promes, Eghan (Đorđević '68), Tadić, Castaignos (Mokhtar '88) | Zoet, Brenet, Hendrix, Bruma, Willems, Schaars, Maher (Toivonen '67), Wijnaldum, Park (Bakkali '67), Matavž (Locadia '79), Depay |  |
| Stadion: De Grolsch Veste, Enschede Toeschouwers: 29.750 Pol van Boekel |                                      |               |                                           | Marsman, Bengtsson , Bjelland, Rosales, Koppers , Gutiérrez, Ebecilio, Promes, Eghan (Đorđević '68), Tadić, Castaignos (Mokhtar '88) | Zoet, Brenet, Hendrix, Bruma, Willems, Schaars, Maher (Toivonen '67), Wijnaldum, Park (Bakkali '67), Matavž (Locadia '79), Depay |  |
| Stadion: De Grolsch Veste, Enschede Toeschouwers: 29.750 Pol van Boekel |                                      |               |                                           | Marsman, Bengtsson , Bjelland, Rosales, Koppers , Gutiérrez, Ebecilio, Promes, Eghan (Đorđević '68), Tadić, Castaignos (Mokhtar '88) | Zoet, Brenet, Hendrix, Bruma, Willems, Schaars, Maher (Toivonen '67), Wijnaldum, Park (Bakkali '67), Matavž (Locadia '79), Depay |  |
|                                                                         |                                      |               |                                           | | |  |

| 22 september 2013, 16u30                                             | PSV                                                                   | 4 - 0 (0 - 0) | Ajax | Opstelling PSV | Opstelling Ajax |  |
| Stadion: Philips Stadion, Eindhoven Toeschouwers: 33.300 Bas Nijhuis | Tim Matavž '53 Jetro Willems '61 Oscar Hiljemark '64 Park Ji-sung '68 |               |      | Zoet, Brenet, Hendrix, Bruma, Willems (Tamata '71), Schaars, Hiljemark, Toivonen (Bakkali '67), Park, Matavž (Locadia '84), Depay | Vermeer, Moisander, Blind (Boilesen '80), van Rhijn, Denswil, Schöne, de Jong (Duarte '69), Serero, Sigþórsson (Andersen '77), Bojan, Fischer |  |
| Stadion: Philips Stadion, Eindhoven Toeschouwers: 33.300 Bas Nijhuis |                                                                       |               |      | Zoet, Brenet, Hendrix, Bruma, Willems (Tamata '71), Schaars, Hiljemark, Toivonen (Bakkali '67), Park, Matavž (Locadia '84), Depay | Vermeer, Moisander, Blind (Boilesen '80), van Rhijn, Denswil, Schöne, de Jong (Duarte '69), Serero, Sigþórsson (Andersen '77), Bojan, Fischer |  |
| Stadion: Philips Stadion, Eindhoven Toeschouwers: 33.300 Bas Nijhuis |                                                                       |               |      | Zoet, Brenet, Hendrix, Bruma, Willems (Tamata '71), Schaars, Hiljemark, Toivonen (Bakkali '67), Park, Matavž (Locadia '84), Depay | Vermeer, Moisander, Blind (Boilesen '80), van Rhijn, Denswil, Schöne, de Jong (Duarte '69), Serero, Sigþórsson (Andersen '77), Bojan, Fischer |  |
|                                                                      |                                                                       |               |      | | |  |

| 28 september 2013, 18u45                                          | AZ                                     | 2 - 1 (1 - 1) | PSV               | Opstelling AZ | Opstelling PSV |  |
| Stadion: AFAS Stadion, Alkmaar Toeschouwers: 17.000 Björn Kuipers | Nick Viergever '21 Aron Jóhannsson '57 |               | Memphis Depay '35 | Esteban, Johansson, Gouweleeuw, Viergever, Gorter (Haps '48), Gudelj, Ortíz, Henriksen (Elm '46), Beerens (Gudmundsson '82), Jóhannsson, Martens | Zoet (Tytoń '52), Brenet, Hendrix, Bruma , Willems, Schaars, Toivonen, Hiljemark (Bakkali '68), Park (Maher '71), Matavž, Depay |  |
| Stadion: AFAS Stadion, Alkmaar Toeschouwers: 17.000 Björn Kuipers |                                        |               |                   | Esteban, Johansson, Gouweleeuw, Viergever, Gorter (Haps '48), Gudelj, Ortíz, Henriksen (Elm '46), Beerens (Gudmundsson '82), Jóhannsson, Martens | Zoet (Tytoń '52), Brenet, Hendrix, Bruma , Willems, Schaars, Toivonen, Hiljemark (Bakkali '68), Park (Maher '71), Matavž, Depay |  |
| Stadion: AFAS Stadion, Alkmaar Toeschouwers: 17.000 Björn Kuipers |                                        |               |                   | Esteban, Johansson, Gouweleeuw, Viergever, Gorter (Haps '48), Gudelj, Ortíz, Henriksen (Elm '46), Beerens (Gudmundsson '82), Jóhannsson, Martens | Zoet (Tytoń '52), Brenet, Hendrix, Bruma , Willems, Schaars, Toivonen, Hiljemark (Bakkali '68), Park (Maher '71), Matavž, Depay |  |
|                                                                   |                                        |               |                   | | |  |

#### Oktober
| 6 oktober 2013, 16u30                                               | PSV                                 | 2 - 1 (1 - 1) | RKC Waalwijk      | Opstelling PSV | Opstelling RKC Waalwijk |  |
| Stadion: Philips Stadion, Eindhoven Toeschouwers: 32.200 Ed Janssen | Ola Toivonen '23 Jürgen Locadia '89 |               | Robert Braber '45 | Tytoń, Arias, Hendrix (Zanka '59), Bruma, Willems, Schaars, Maher (Locadia '84), Toivonen, Bakkali (Jozefzoon '76), Matavž, Depay | Šeda, Apau, Van Hoevelen, Ivens, Amieux, Tavares, Duits , Braber, Beauguel (Lamey '80), Joachim (Anderson '73), Castelen (Slager '66) |  |
| Stadion: Philips Stadion, Eindhoven Toeschouwers: 32.200 Ed Janssen |                                     |               |                   | Tytoń, Arias, Hendrix (Zanka '59), Bruma, Willems, Schaars, Maher (Locadia '84), Toivonen, Bakkali (Jozefzoon '76), Matavž, Depay | Šeda, Apau, Van Hoevelen, Ivens, Amieux, Tavares, Duits , Braber, Beauguel (Lamey '80), Joachim (Anderson '73), Castelen (Slager '66) |  |
| Stadion: Philips Stadion, Eindhoven Toeschouwers: 32.200 Ed Janssen |                                     |               |                   | Tytoń, Arias, Hendrix (Zanka '59), Bruma, Willems, Schaars, Maher (Locadia '84), Toivonen, Bakkali (Jozefzoon '76), Matavž, Depay | Šeda, Apau, Van Hoevelen, Ivens, Amieux, Tavares, Duits , Braber, Beauguel (Lamey '80), Joachim (Anderson '73), Castelen (Slager '66) |  |
|                                                                     |                                     |               |                   | | |  |

| 20 oktober 2013, 14u30                  | FC Groningen     | 1 - 0 (0 - 0) | PSV | Opstelling FC Groningen | Opstelling PSV |  |
| Stadion: Euroborg, Groningen Kevin Blom | Filip Kostić '50 |               |     | Bizot, Magnasco, Kappelhof, Botteghin, Wijnaldum, Kieftenbeld , Hiariej (Lindgren '76 ), Adorján (Živković '61 ), Chery (De Leeuw '85), Van Der Velden, Kostić | Tytoń, Brenet, Hendrix, Bruma , Willems, Schaars (Hiljemark '61), Toivonen, Maher, Bakkali (Jozefzoon '75 ), Matavž (Locadia '67), Depay |  |
| Stadion: Euroborg, Groningen Kevin Blom |                  |               |     | Bizot, Magnasco, Kappelhof, Botteghin, Wijnaldum, Kieftenbeld , Hiariej (Lindgren '76 ), Adorján (Živković '61 ), Chery (De Leeuw '85), Van Der Velden, Kostić | Tytoń, Brenet, Hendrix, Bruma , Willems, Schaars (Hiljemark '61), Toivonen, Maher, Bakkali (Jozefzoon '75 ), Matavž (Locadia '67), Depay |  |
| Stadion: Euroborg, Groningen Kevin Blom |                  |               |     | Bizot, Magnasco, Kappelhof, Botteghin, Wijnaldum, Kieftenbeld , Hiariej (Lindgren '76 ), Adorján (Živković '61 ), Chery (De Leeuw '85), Van Der Velden, Kostić | Tytoń, Brenet, Hendrix, Bruma , Willems, Schaars (Hiljemark '61), Toivonen, Maher, Bakkali (Jozefzoon '75 ), Matavž (Locadia '67), Depay |  |
|                                         |                  |               |     | | |  |

| 27 oktober 2013, 12u30                                       | Roda JC                                     | 2 - 1 (0 - 1) | PSV           | Opstelling Roda JC | Opstelling PSV |  |
| Stadion: Parkstad Limburg Stadion, Kerkrade Richard Liesveld | Mark-Jan Fledderus '68 Krisztián Németh '85 |               | Tim Matavž '8 | Kurto, Dijkhuizen, Biemans, Luijckx, Van Peppen, Hupperts (Höcher '80), Pluim , Donald (Demouge '61), Kali, Fledderus, Németh (Bonevacia '89) | Tytoń, Arias, Hendrix (Zanka '90), Bruma , Willems (Tamata '67), Schaars, Toivonen , Hiljemark, Bakkali (Jozefzoon '67), Matavž, Depay |  |
| Stadion: Parkstad Limburg Stadion, Kerkrade Richard Liesveld |                                             |               |               | Kurto, Dijkhuizen, Biemans, Luijckx, Van Peppen, Hupperts (Höcher '80), Pluim , Donald (Demouge '61), Kali, Fledderus, Németh (Bonevacia '89) | Tytoń, Arias, Hendrix (Zanka '90), Bruma , Willems (Tamata '67), Schaars, Toivonen , Hiljemark, Bakkali (Jozefzoon '67), Matavž, Depay |  |
| Stadion: Parkstad Limburg Stadion, Kerkrade Richard Liesveld |                                             |               |               | Kurto, Dijkhuizen, Biemans, Luijckx, Van Peppen, Hupperts (Höcher '80), Pluim , Donald (Demouge '61), Kali, Fledderus, Németh (Bonevacia '89) | Tytoń, Arias, Hendrix (Zanka '90), Bruma , Willems (Tamata '67), Schaars, Toivonen , Hiljemark, Bakkali (Jozefzoon '67), Matavž, Depay |  |
|                                                              |                                             |               |               | | |  |

#### November
| 2 november 2013, 20u45                                               | PSV              | 1 - 1 (1 - 1) | PEC Zwolle      | Opstelling PSV | Opstelling PEC Zwolle |  |
| Stadion: Philips Stadion, Eindhoven Toeschouwers: 33.100 Pieter Vink | Jeffrey Bruma '3 |               | Fred Benson '14 | Tytoń, Brenet, Bruma , Rekik (Zanka '65), Willems, Schaars (Van Ooijen '19), Maher, Hiljemark, L. Narsingh, Locadia, Bakkali (Jozefzoon '55 ) | Ter Wielen, Gravenbeek (Van Hintum '69), Lachman, Broerse, Achenteh , Mokotjo, Saymak, Thomas (Van Der Werff '91), Hiwat (F. Narsingh '79), Benson , Klich |  |
| Stadion: Philips Stadion, Eindhoven Toeschouwers: 33.100 Pieter Vink |                  |               |                 | Tytoń, Brenet, Bruma , Rekik (Zanka '65), Willems, Schaars (Van Ooijen '19), Maher, Hiljemark, L. Narsingh, Locadia, Bakkali (Jozefzoon '55 ) | Ter Wielen, Gravenbeek (Van Hintum '69), Lachman, Broerse, Achenteh , Mokotjo, Saymak, Thomas (Van Der Werff '91), Hiwat (F. Narsingh '79), Benson , Klich |  |
| Stadion: Philips Stadion, Eindhoven Toeschouwers: 33.100 Pieter Vink |                  |               |                 | Tytoń, Brenet, Bruma , Rekik (Zanka '65), Willems, Schaars (Van Ooijen '19), Maher, Hiljemark, L. Narsingh, Locadia, Bakkali (Jozefzoon '55 ) | Ter Wielen, Gravenbeek (Van Hintum '69), Lachman, Broerse, Achenteh , Mokotjo, Saymak, Thomas (Van Der Werff '91), Hiwat (F. Narsingh '79), Benson , Klich |  |
|                                                                      |                  |               |                 | | |  |

| 10 november 2013, 14u30                                                      | NAC Breda                         | 2 - 1 (0 - 1) | PSV                | Opstelling NAC Breda | Opstelling PSV |  |
| Stadion: Rat Verlegh Stadion, Breda Toeschouwers: 18.400 Reinold Wiedemeijer | Kees Kwakman '67 Kees Kwakman '80 |               | Jürgen Locadia '44 | Ten Rouwelaar, De Roover, Drost, Kwakman, Van Der Weg, Buijs , Seuntjens , Lurling (Verbeek '78), Perica (Hadouir '74), Poepon , Sarpong (Gilissen '86) | Tytoń, Arias, Bruma, Rekik (Zanka '70), Willems (Matavž '82), Schaars , Toivonen, Maher, Narsingh (Jozefzoon '62), Locadia, Depay |  |
| Stadion: Rat Verlegh Stadion, Breda Toeschouwers: 18.400 Reinold Wiedemeijer |                                   |               |                    | Ten Rouwelaar, De Roover, Drost, Kwakman, Van Der Weg, Buijs , Seuntjens , Lurling (Verbeek '78), Perica (Hadouir '74), Poepon , Sarpong (Gilissen '86) | Tytoń, Arias, Bruma, Rekik (Zanka '70), Willems (Matavž '82), Schaars , Toivonen, Maher, Narsingh (Jozefzoon '62), Locadia, Depay |  |
| Stadion: Rat Verlegh Stadion, Breda Toeschouwers: 18.400 Reinold Wiedemeijer |                                   |               |                    | Ten Rouwelaar, De Roover, Drost, Kwakman, Van Der Weg, Buijs , Seuntjens , Lurling (Verbeek '78), Perica (Hadouir '74), Poepon , Sarpong (Gilissen '86) | Tytoń, Arias, Bruma, Rekik (Zanka '70), Willems (Matavž '82), Schaars , Toivonen, Maher, Narsingh (Jozefzoon '62), Locadia, Depay |  |
|                                                                              |                                   |               |                    | | |  |

| 23 november 2013, 18u45                                                   | PSV                   | 1 - 1 (0 - 0) | SC Heerenveen       | Opstelling PSV | Opstelling SC Heerenveen |  |
| Stadion: Philips Stadion, Eindhoven Toeschouwers: 34.000 Serdar Gözübüyük | Florian Jozefzoon '90 |               | Yanic Wildschut '80 | Zoet, Arias, Bruma, Rekik, Tamata (Hendrix '84), Schaars, Maher (Jozefzoon '81), Toivonen, Narsingh (Bakkali '60), Locadia, Depay | Nordfeldt, Van Anholt, Otigba, Kruiswijk, Dijks, De Roon , Ziyech (De Kamps '50), Van Den Berg , Başacıkoğlu (Wildschut '78), Slagveer, Van La Parra |  |
| Stadion: Philips Stadion, Eindhoven Toeschouwers: 34.000 Serdar Gözübüyük |                       |               |                     | Zoet, Arias, Bruma, Rekik, Tamata (Hendrix '84), Schaars, Maher (Jozefzoon '81), Toivonen, Narsingh (Bakkali '60), Locadia, Depay | Nordfeldt, Van Anholt, Otigba, Kruiswijk, Dijks, De Roon , Ziyech (De Kamps '50), Van Den Berg , Başacıkoğlu (Wildschut '78), Slagveer, Van La Parra |  |
| Stadion: Philips Stadion, Eindhoven Toeschouwers: 34.000 Serdar Gözübüyük |                       |               |                     | Zoet, Arias, Bruma, Rekik, Tamata (Hendrix '84), Schaars, Maher (Jozefzoon '81), Toivonen, Narsingh (Bakkali '60), Locadia, Depay | Nordfeldt, Van Anholt, Otigba, Kruiswijk, Dijks, De Roon , Ziyech (De Kamps '50), Van Den Berg , Başacıkoğlu (Wildschut '78), Slagveer, Van La Parra |  |
|                                                                           |                       |               |                     | | |  |

#### December
| 1 december 2013, 14u30                                          | Feyenoord                                                        | 3 - 1 (1 - 1) | PSV            | Opstelling Feyenoord | Opstelling PSV |  |
| Stadion: De Kuip, Rotterdam Toeschouwers: 47.500 Danny Makkelie | Jean-Paul Boëtius '45+1 Graziano Pellè '54(P) Graziano Pellè '65 |               | Adam Maher '21 | Mulder, Janmaat (Van Beek '83), De Vrij, Mathijsen, Martins Indi, Clasie, Vilhena (Goossens '79), Immers , Schaken , Pellè, Boëtius (Vormer '80) | Zoet, Arias , Bruma , Rekik , Tamata, Schaars , Hiljemark , Maher (Locadia '84), Bakkali (Narsingh '68), Jozefzoon, Depay (Zanka '61) |  |
| Stadion: De Kuip, Rotterdam Toeschouwers: 47.500 Danny Makkelie |                                                                  |               |                | Mulder, Janmaat (Van Beek '83), De Vrij, Mathijsen, Martins Indi, Clasie, Vilhena (Goossens '79), Immers , Schaken , Pellè, Boëtius (Vormer '80) | Zoet, Arias , Bruma , Rekik , Tamata, Schaars , Hiljemark , Maher (Locadia '84), Bakkali (Narsingh '68), Jozefzoon, Depay (Zanka '61) |  |
| Stadion: De Kuip, Rotterdam Toeschouwers: 47.500 Danny Makkelie |                                                                  |               |                | Mulder, Janmaat (Van Beek '83), De Vrij, Mathijsen, Martins Indi, Clasie, Vilhena (Goossens '79), Immers , Schaken , Pellè, Boëtius (Vormer '80) | Zoet, Arias , Bruma , Rekik , Tamata, Schaars , Hiljemark , Maher (Locadia '84), Bakkali (Narsingh '68), Jozefzoon, Depay (Zanka '61) |  |
|                                                                 |                                                                  |               |                | | |  |

| 7 december 2013, 20u45                                               | PSV                               | 2 - 6 (1 - 1) | Vitesse | Opstelling PSV | Opstelling Vitesse |  |
| Stadion: Philips Stadion, Eindhoven Toeschouwers: 33.000 Bas Nijhuis | Memphis Depay '45 Karim Rekik '84 |               | Lucas Piazon '38 Mike Havenaar '66 Kelvin Leerdam '75 Davy Pröpper '85 Patrick van Aanholt '87 Davy Pröpper '90+3 | Zoet, Arias (Park '79), Zanka , Rekik, Tamata, Schaars (Toivonen '45+2), Maher, Hiljemark, Narsingh (Jozefzoon '69), Locadia, Depay | Velthuizen, Leerdam, Kasjia , Van der Heijden, Van Aanholt, Pröpper, Atsu, Vejinović, Ibarra (Kakuta '78), Havenaar, Piazon |  |
| Stadion: Philips Stadion, Eindhoven Toeschouwers: 33.000 Bas Nijhuis |                                   |               | | Zoet, Arias (Park '79), Zanka , Rekik, Tamata, Schaars (Toivonen '45+2), Maher, Hiljemark, Narsingh (Jozefzoon '69), Locadia, Depay | Velthuizen, Leerdam, Kasjia , Van der Heijden, Van Aanholt, Pröpper, Atsu, Vejinović, Ibarra (Kakuta '78), Havenaar, Piazon |  |
| Stadion: Philips Stadion, Eindhoven Toeschouwers: 33.000 Bas Nijhuis |                                   |               | | Zoet, Arias (Park '79), Zanka , Rekik, Tamata, Schaars (Toivonen '45+2), Maher, Hiljemark, Narsingh (Jozefzoon '69), Locadia, Depay | Velthuizen, Leerdam, Kasjia , Van der Heijden, Van Aanholt, Pröpper, Atsu, Vejinović, Ibarra (Kakuta '78), Havenaar, Piazon |  |
|                                                                      |                                   |               | | | |  |

| 15 december 2013, 16u30                                                   | FC Utrecht        | 1 - 5 (0 - 4) | PSV                                                                                      | Opstelling FC Utrecht | Opstelling PSV |  |
| Stadion: Stadion Galgenwaard, Utrecht Toeschouwers: 20.011 Pol van Boekel | Dave Bulthuis '73 |               | Adam Maher '3 Memphis Depay '13 Jürgen Locadia '30 Memphis Depay '33(P) Adam Maher '90+2 | Ruiter, Markiet , Van Der Maarel , Heerings, Bulthuis , Duplan, Toornstra, Ayoub, Sarota (Diemers '65), Pappot (Oar '46), De Ridder | Zoet, Arias , Bruma, Rekik , Willems (Tamata '74), Hendrix, Hiljemark , Maher, Park (Narsingh '78), Locadia, Depay |  |
| Stadion: Stadion Galgenwaard, Utrecht Toeschouwers: 20.011 Pol van Boekel |                   |               |                                                                                          | Ruiter, Markiet , Van Der Maarel , Heerings, Bulthuis , Duplan, Toornstra, Ayoub, Sarota (Diemers '65), Pappot (Oar '46), De Ridder | Zoet, Arias , Bruma, Rekik , Willems (Tamata '74), Hendrix, Hiljemark , Maher, Park (Narsingh '78), Locadia, Depay |  |
| Stadion: Stadion Galgenwaard, Utrecht Toeschouwers: 20.011 Pol van Boekel |                   |               |                                                                                          | Ruiter, Markiet , Van Der Maarel , Heerings, Bulthuis , Duplan, Toornstra, Ayoub, Sarota (Diemers '65), Pappot (Oar '46), De Ridder | Zoet, Arias , Bruma, Rekik , Willems (Tamata '74), Hendrix, Hiljemark , Maher, Park (Narsingh '78), Locadia, Depay |  |
|                                                                           |                   |               |                                                                                          | | |  |

| 23 december 2013, 16u30                                                 | PSV                                      | 2 - 0 (2 - 0) | ADO Den Haag | Opstelling PSV | Opstelling ADO Den Haag |  |
| Stadion: Philips Stadion, Eindhoven Toeschouwers: 32.000 Tom van Sichem | Jürgen Locadia '22(P) Jürgen Locadia '41 |               |              | Zoet, Arias, Bruma , Rekik, Willems, Hendrix, Maher, Hiljemark (Narsingh '65), Park, Locadia, Depay (Bakkali '82) | Coutinho , Zuiverloon, Wormgoor , Beugelsdijk, Meijers , Malone, Van Haaren, Bakker, Gehrt (Alberg '22), Van Duinen , Gouriye (De Zwart '32) |  |
| Stadion: Philips Stadion, Eindhoven Toeschouwers: 32.000 Tom van Sichem |                                          |               |              | Zoet, Arias, Bruma , Rekik, Willems, Hendrix, Maher, Hiljemark (Narsingh '65), Park, Locadia, Depay (Bakkali '82) | Coutinho , Zuiverloon, Wormgoor , Beugelsdijk, Meijers , Malone, Van Haaren, Bakker, Gehrt (Alberg '22), Van Duinen , Gouriye (De Zwart '32) |  |
| Stadion: Philips Stadion, Eindhoven Toeschouwers: 32.000 Tom van Sichem |                                          |               |              | Zoet, Arias, Bruma , Rekik, Willems, Hendrix, Maher, Hiljemark (Narsingh '65), Park, Locadia, Depay (Bakkali '82) | Coutinho , Zuiverloon, Wormgoor , Beugelsdijk, Meijers , Malone, Van Haaren, Bakker, Gehrt (Alberg '22), Van Duinen , Gouriye (De Zwart '32) |  |
|                                                                         |                                          |               |              | | |  |

#### Januari
| 19 januari 2014, 16u30                                                 | Ajax                     | 1 - 0 (0 - 0) | PSV | Opstelling Ajax | Opstelling PSV |  |
| Stadion: Amsterdam ArenA, Amsterdam Toeschouwers: 51.396 Björn Kuipers | Kolbeinn Sigthórsson '73 |               |     | Cillessen, Van Rhijn, Veltman, Moisander, Boilesen, Blind, Klaassen, Serero (Poulsen '86), Schöne, Sigthórsson (Hoesen '76), Fischer | Zoet, Arias, Bruma, Rekik, Willems, Park (Hiljemark '83), Schaars, Maher (Bakkali '86), Ruiz (Narsingh '75), Locadia, Depay |  |
| Stadion: Amsterdam ArenA, Amsterdam Toeschouwers: 51.396 Björn Kuipers |                          |               |     | Cillessen, Van Rhijn, Veltman, Moisander, Boilesen, Blind, Klaassen, Serero (Poulsen '86), Schöne, Sigthórsson (Hoesen '76), Fischer | Zoet, Arias, Bruma, Rekik, Willems, Park (Hiljemark '83), Schaars, Maher (Bakkali '86), Ruiz (Narsingh '75), Locadia, Depay |  |
| Stadion: Amsterdam ArenA, Amsterdam Toeschouwers: 51.396 Björn Kuipers |                          |               |     | Cillessen, Van Rhijn, Veltman, Moisander, Boilesen, Blind, Klaassen, Serero (Poulsen '86), Schöne, Sigthórsson (Hoesen '76), Fischer | Zoet, Arias, Bruma, Rekik, Willems, Park (Hiljemark '83), Schaars, Maher (Bakkali '86), Ruiz (Narsingh '75), Locadia, Depay |  |
|                                                                        |                          |               |     | | |  |

| 26 januari 2014, 20u45                                                  | PSV              | 1 - 0 (1 - 0) | AZ | Opstelling PSV | Opstelling AZ |  |
| Stadion: Philips Stadion, Eindhoven Toeschouwers: 32.000 Pol van Boekel | Jetro Willems '3 |               |    | Zoet, Arias, Bruma, Rekik, Willems (Hendrix '66), Park, Schaars (Hiljemark '78), Maher, Ruiz (Narsingh '91), Locadia, Depay | Esteban, Reijnen , Gouweleeuw, Wuytens , Viergever, Gudelj , Ortíz (Henriksen '79), Elm, Gudmundsson (Lewis '72), Jóhannsson , Beerens |  |
| Stadion: Philips Stadion, Eindhoven Toeschouwers: 32.000 Pol van Boekel |                  |               |    | Zoet, Arias, Bruma, Rekik, Willems (Hendrix '66), Park, Schaars (Hiljemark '78), Maher, Ruiz (Narsingh '91), Locadia, Depay | Esteban, Reijnen , Gouweleeuw, Wuytens , Viergever, Gudelj , Ortíz (Henriksen '79), Elm, Gudmundsson (Lewis '72), Jóhannsson , Beerens |  |
| Stadion: Philips Stadion, Eindhoven Toeschouwers: 32.000 Pol van Boekel |                  |               |    | Zoet, Arias, Bruma, Rekik, Willems (Hendrix '66), Park, Schaars (Hiljemark '78), Maher, Ruiz (Narsingh '91), Locadia, Depay | Esteban, Reijnen , Gouweleeuw, Wuytens , Viergever, Gudelj , Ortíz (Henriksen '79), Elm, Gudmundsson (Lewis '72), Jóhannsson , Beerens |  |
|                                                                         |                  |               |    | | |  |

#### Februari
| 2 februari 2014, 16u30                                                 | RKC Waalwijk                      | 2 - 0 (0 - 0) | PSV | Opstelling RKC Waalwijk | Opstelling PSV                                                                                                   |  |
| Stadion: Mandemakers Stadion, Waalwijk Toeschouwers: 7.023 Bas Nijhuis | Evander Sno '54 Evander Sno '90+3 |               |     | Šeda, Lamey , Van Hoevelen, Gouano, Amieux, Duits, Anderson (Jungschläger '77), Sno, Castelen (De Ridder '71), Joachim (Beauguel '87), Schet | Zoet, Arias, Bruma, Rekik, Willems, Maher (Jozefzoon '75), Schaars, Park, Narsingh (Bakkali '75), Locadia, Depay |  |
| Stadion: Mandemakers Stadion, Waalwijk Toeschouwers: 7.023 Bas Nijhuis |                                   |               |     | Šeda, Lamey , Van Hoevelen, Gouano, Amieux, Duits, Anderson (Jungschläger '77), Sno, Castelen (De Ridder '71), Joachim (Beauguel '87), Schet | Zoet, Arias, Bruma, Rekik, Willems, Maher (Jozefzoon '75), Schaars, Park, Narsingh (Bakkali '75), Locadia, Depay |  |
| Stadion: Mandemakers Stadion, Waalwijk Toeschouwers: 7.023 Bas Nijhuis |                                   |               |     | Šeda, Lamey , Van Hoevelen, Gouano, Amieux, Duits, Anderson (Jungschläger '77), Sno, Castelen (De Ridder '71), Joachim (Beauguel '87), Schet | Zoet, Arias, Bruma, Rekik, Willems, Maher (Jozefzoon '75), Schaars, Park, Narsingh (Bakkali '75), Locadia, Depay |  |
|                                                                        |                                   |               |     | | |  |

| 5 februari 2014, 18u45                                              | SC Cambuur    | 1 - 2 (1 - 1) | PSV                                  | Opstelling SC Cambuur | Opstelling PSV |  |
| Stadion: Cambuurstadion, Leeuwarden Toeschouwers: 9.600 Pieter Vink | Elvis Manu '2 |               | Jeffrey Bruma '38 Jürgen Locadia '61 | Nienhuis, Droste, Leeuwin, Van Boxel (Feldballe '81), Pereira, El Makrini, Bakker, Ritzmaier, Lukoki (Schepers '67), Ogbeche (Hemmen '19), Manu | Zoet, Brenet, Bruma, Rekik , Willems, Hiljemark, Schaars, Park (Zanka '90+1), Narsingh (Hendrix '80), Locadia (Matavž '87), Depay |  |
| Stadion: Cambuurstadion, Leeuwarden Toeschouwers: 9.600 Pieter Vink |               |               |                                      | Nienhuis, Droste, Leeuwin, Van Boxel (Feldballe '81), Pereira, El Makrini, Bakker, Ritzmaier, Lukoki (Schepers '67), Ogbeche (Hemmen '19), Manu | Zoet, Brenet, Bruma, Rekik , Willems, Hiljemark, Schaars, Park (Zanka '90+1), Narsingh (Hendrix '80), Locadia (Matavž '87), Depay |  |
| Stadion: Cambuurstadion, Leeuwarden Toeschouwers: 9.600 Pieter Vink |               |               |                                      | Nienhuis, Droste, Leeuwin, Van Boxel (Feldballe '81), Pereira, El Makrini, Bakker, Ritzmaier, Lukoki (Schepers '67), Ogbeche (Hemmen '19), Manu | Zoet, Brenet, Bruma, Rekik , Willems, Hiljemark, Schaars, Park (Zanka '90+1), Narsingh (Hendrix '80), Locadia (Matavž '87), Depay |  |
|                                                                     |               |               |                                      | | |  |

| 9 februari 2014, 18u45                         | PSV                                                    | 3 - 2 (2 - 1) | FC Twente                           | Opstelling PSV | Opstelling FC Twente |  |
| Stadion: Philips Stadion, Eindhoven Kevin Blom | Santiago Arias '7 Jürgen Locadia '23 Jetro Willems '52 |               | Quincy Promes '40 Kyle Ebecilio '68 | Zoet, Arias, Bruma, Hendrix, Willems, Park, Schaars, Hiljemark, Ruiz (Narsingh '81), Locadia (Matavž '90+1), Depay | Marsman, Rosales , Bengtsson, Bjelland, Schilder (Koppers '84), Ebecillio, Tadić, Gutiérrez, Promes, Castaignos (Børven '77), Mokhtar (Eghan '46) |  |
| Stadion: Philips Stadion, Eindhoven Kevin Blom |                                                        |               |                                     | Zoet, Arias, Bruma, Hendrix, Willems, Park, Schaars, Hiljemark, Ruiz (Narsingh '81), Locadia (Matavž '90+1), Depay | Marsman, Rosales , Bengtsson, Bjelland, Schilder (Koppers '84), Ebecillio, Tadić, Gutiérrez, Promes, Castaignos (Børven '77), Mokhtar (Eghan '46) |  |
| Stadion: Philips Stadion, Eindhoven Kevin Blom |                                                        |               |                                     | Zoet, Arias, Bruma, Hendrix, Willems, Park, Schaars, Hiljemark, Ruiz (Narsingh '81), Locadia (Matavž '90+1), Depay | Marsman, Rosales , Bengtsson, Bjelland, Schilder (Koppers '84), Ebecillio, Tadić, Gutiérrez, Promes, Castaignos (Børven '77), Mokhtar (Eghan '46) |  |
|                                                |                                                        |               |                                     | | |  |

| 14 februari 2014, 20u00                                                   | PSV                             | 2 - 1 (1 - 1) | Heracles Almelo   | Opstelling PSV | Opstelling Heracles Almelo |  |
| Stadion: Philips Stadion, Eindhoven Toeschouwers: 32.500 Richard Liesveld | Memphis Depay '5 Bryan Ruiz '63 |               | Bryan Linssen '42 | Zoet, Arias, Bruma, Rekik, Willems, Park (Hendrix '88), Schaars, Hiljemark, Ruiz, Locadia (Narsingh '78), Depay (Jozefzoon '90+2) | Pasveer, Te Wierik (Powel '84), Schenkeveld, Veldmate, Davidson, Bel Hassani, Rienstra, Cziommer (Bruns '73), Rosheuvel, Uth, Linssen (Tannane '66) |  |
| Stadion: Philips Stadion, Eindhoven Toeschouwers: 32.500 Richard Liesveld |                                 |               |                   | Zoet, Arias, Bruma, Rekik, Willems, Park (Hendrix '88), Schaars, Hiljemark, Ruiz, Locadia (Narsingh '78), Depay (Jozefzoon '90+2) | Pasveer, Te Wierik (Powel '84), Schenkeveld, Veldmate, Davidson, Bel Hassani, Rienstra, Cziommer (Bruns '73), Rosheuvel, Uth, Linssen (Tannane '66) |  |
| Stadion: Philips Stadion, Eindhoven Toeschouwers: 32.500 Richard Liesveld |                                 |               |                   | Zoet, Arias, Bruma, Rekik, Willems, Park (Hendrix '88), Schaars, Hiljemark, Ruiz, Locadia (Narsingh '78), Depay (Jozefzoon '90+2) | Pasveer, Te Wierik (Powel '84), Schenkeveld, Veldmate, Davidson, Bel Hassani, Rienstra, Cziommer (Bruns '73), Rosheuvel, Uth, Linssen (Tannane '66) |  |
|                                                                           |                                 |               |                   | | |  |

| 22 februari 2014, 20u45                                              | NEC | 0 - 2 (0 - 0) | PSV                              | Opstelling NEC | Opstelling PSV                                                                                                 |  |
| Stadion: Goffertstadion, Nijmegen Toeschouwers: 11.800 Björn Kuipers |     |               | Bryan Ruiz '58 Memphis Depay '82 | Johnsson, Vermijl, Van Eijden, Nielsen, Conboy, Štefánik (Jantscher '64), Rieks, Koolwijk , Jahanbakhsh, Higdon , Foor (Hemlein '83) | Zoet, Arias, Bruma , Rekik, Willems (Hendrix '83), Hiljemark, Schaars, Park, Ruiz, Locadia (Matavž '72), Depay |  |
| Stadion: Goffertstadion, Nijmegen Toeschouwers: 11.800 Björn Kuipers |     |               |                                  | Johnsson, Vermijl, Van Eijden, Nielsen, Conboy, Štefánik (Jantscher '64), Rieks, Koolwijk , Jahanbakhsh, Higdon , Foor (Hemlein '83) | Zoet, Arias, Bruma , Rekik, Willems (Hendrix '83), Hiljemark, Schaars, Park, Ruiz, Locadia (Matavž '72), Depay |  |
| Stadion: Goffertstadion, Nijmegen Toeschouwers: 11.800 Björn Kuipers |     |               |                                  | Johnsson, Vermijl, Van Eijden, Nielsen, Conboy, Štefánik (Jantscher '64), Rieks, Koolwijk , Jahanbakhsh, Higdon , Foor (Hemlein '83) | Zoet, Arias, Bruma , Rekik, Willems (Hendrix '83), Hiljemark, Schaars, Park, Ruiz, Locadia (Matavž '72), Depay |  |
|                                                                      |     |               |                                  | | |  |

#### Maart
| 1 maart 2014, 19u45                                                      | Go Ahead Eagles                          | 2 - 3 (2 - 0) | PSV                                                 | Opstelling Go Ahead Eagles | Opstelling PSV                                                                                              |  |
| Stadion: Adelaarshorst, Deventer Toeschouwers: 7.898 Reinold Wiedemeijer | Jarchinio Antonia '1 Erik Falkenburg '25 |               | Memphis Depay '49 Jürgen Locadia '67 Bryan Ruiz '90 | Andersen, Schmidt, Amevor, Van Der Linden , Schenk (Haps '75), Overgoor, Rijsdijk (Kolder '72), Türüç, Antonia (Godee '84), Falkenburg, Houtkoop | Zoet, Arias, Zanka, Rekik, Willems, Hiljemark, Schaars, Park (Maher '76), Ruiz, Locadia (Matavž '70), Depay |  |
| Stadion: Adelaarshorst, Deventer Toeschouwers: 7.898 Reinold Wiedemeijer |                                          |               |                                                     | Andersen, Schmidt, Amevor, Van Der Linden , Schenk (Haps '75), Overgoor, Rijsdijk (Kolder '72), Türüç, Antonia (Godee '84), Falkenburg, Houtkoop | Zoet, Arias, Zanka, Rekik, Willems, Hiljemark, Schaars, Park (Maher '76), Ruiz, Locadia (Matavž '70), Depay |  |
| Stadion: Adelaarshorst, Deventer Toeschouwers: 7.898 Reinold Wiedemeijer |                                          |               |                                                     | Andersen, Schmidt, Amevor, Van Der Linden , Schenk (Haps '75), Overgoor, Rijsdijk (Kolder '72), Türüç, Antonia (Godee '84), Falkenburg, Houtkoop | Zoet, Arias, Zanka, Rekik, Willems, Hiljemark, Schaars, Park (Maher '76), Ruiz, Locadia (Matavž '70), Depay |  |
|                                                                          |                                          |               |                                                     | | |  |

| 8 maart 2014, 20u45                                                       | PSV                | 1 - 0 (0 - 0) | FC Utrecht | Opstelling PSV | Opstelling FC Utrecht |  |
| Stadion: Philips Stadion, Eindhoven Toeschouwers: 33.200 Serdar Gözübüyük | Jürgen Locadia '51 |               |            | Zoet, Arias, Bruma, Rekik, Willems, Park (Maher '82), Schaars , Hiljemark, Narsingh (Ruiz '77), Locadia (Matavž '88), Depay | Ruiter, Markiet, Delpierre , Heerings (Bjelica '77), Dorda, Sarota (Van Der Gun '62 ), Mårtensson, Toornstra , Ayoub (Agudelo '61), Oar, De Ridder |  |
| Stadion: Philips Stadion, Eindhoven Toeschouwers: 33.200 Serdar Gözübüyük |                    |               |            | Zoet, Arias, Bruma, Rekik, Willems, Park (Maher '82), Schaars , Hiljemark, Narsingh (Ruiz '77), Locadia (Matavž '88), Depay | Ruiter, Markiet, Delpierre , Heerings (Bjelica '77), Dorda, Sarota (Van Der Gun '62 ), Mårtensson, Toornstra , Ayoub (Agudelo '61), Oar, De Ridder |  |
| Stadion: Philips Stadion, Eindhoven Toeschouwers: 33.200 Serdar Gözübüyük |                    |               |            | Zoet, Arias, Bruma, Rekik, Willems, Park (Maher '82), Schaars , Hiljemark, Narsingh (Ruiz '77), Locadia (Matavž '88), Depay | Ruiter, Markiet, Delpierre , Heerings (Bjelica '77), Dorda, Sarota (Van Der Gun '62 ), Mårtensson, Toornstra , Ayoub (Agudelo '61), Oar, De Ridder |  |
|                                                                           |                    |               |            | | |  |

| 15 maart 2014, 18u45                                       | Vitesse            | 1 - 2 (1 - 2) | PSV                                 | Opstelling Vitesse | Opstelling PSV |  |
| Stadion: Gelredome, Arnhem Toeschouwers: 23.076 Kevin Blom | Zakaria Labyad '18 |               | Jürgen Locadia '7 Memphis Depay '29 | Velthuizen, Van Der Struijk (Piazon '69), Kasjia, Van der Heijden , Achenteh , Pröpper, Vejinović, Labyad (Djurdjević '85), Ibarra (Qazaishvili '69), Havenaar , Atsu | Zoet, Arias, Bruma , Rekik, Willems , Hiljemark, Schaars , Park (Maher '79), Ruiz, Locadia (Hendrix '94), Depay (Narsingh '69) |  |
| Stadion: Gelredome, Arnhem Toeschouwers: 23.076 Kevin Blom |                    |               |                                     | Velthuizen, Van Der Struijk (Piazon '69), Kasjia, Van der Heijden , Achenteh , Pröpper, Vejinović, Labyad (Djurdjević '85), Ibarra (Qazaishvili '69), Havenaar , Atsu | Zoet, Arias, Bruma , Rekik, Willems , Hiljemark, Schaars , Park (Maher '79), Ruiz, Locadia (Hendrix '94), Depay (Narsingh '69) |  |
| Stadion: Gelredome, Arnhem Toeschouwers: 23.076 Kevin Blom |                    |               |                                     | Velthuizen, Van Der Struijk (Piazon '69), Kasjia, Van der Heijden , Achenteh , Pröpper, Vejinović, Labyad (Djurdjević '85), Ibarra (Qazaishvili '69), Havenaar , Atsu | Zoet, Arias, Bruma , Rekik, Willems , Hiljemark, Schaars , Park (Maher '79), Ruiz, Locadia (Hendrix '94), Depay (Narsingh '69) |  |
|                                                            |                    |               |                                     | | |  |

| 22 maart 2014, 20u45                                                    | PSV                                                 | 3 - 1 (1 - 1) | Roda JC               | Opstelling PSV                                                                                                | Opstelling Roda JC |  |
| Stadion: Philips Stadion, Eindhoven Toeschouwers: 32.700 Danny Makkelie | Jürgen Locadia '14 Bryan Ruiz '63 Jeffrey Bruma '75 |               | Mitchel Paulissen '41 | Zoet, Arias, Bruma, Rekik, Brenet, Park, Schaars (Maher '69), Hiljemark, Ruiz, Locadia , Depay (Narsingh '89) | Kurto, Dijkhuizen, Luijckx, Ramos, Van Peppen, Hupperts (Höcher '79), Sutchuin, Kali (Bonevacia '81), Donald, Paulissen (Demouge '76), Fledderus |  |
| Stadion: Philips Stadion, Eindhoven Toeschouwers: 32.700 Danny Makkelie |                                                     |               |                       | Zoet, Arias, Bruma, Rekik, Brenet, Park, Schaars (Maher '69), Hiljemark, Ruiz, Locadia , Depay (Narsingh '89) | Kurto, Dijkhuizen, Luijckx, Ramos, Van Peppen, Hupperts (Höcher '79), Sutchuin, Kali (Bonevacia '81), Donald, Paulissen (Demouge '76), Fledderus |  |
| Stadion: Philips Stadion, Eindhoven Toeschouwers: 32.700 Danny Makkelie |                                                     |               |                       | Zoet, Arias, Bruma, Rekik, Brenet, Park, Schaars (Maher '69), Hiljemark, Ruiz, Locadia , Depay (Narsingh '89) | Kurto, Dijkhuizen, Luijckx, Ramos, Van Peppen, Hupperts (Höcher '79), Sutchuin, Kali (Bonevacia '81), Donald, Paulissen (Demouge '76), Fledderus |  |
|                                                                         |                                                     |               |                       | | |  |

| 29 maart 2014, 20u45                                                    | PSV                                    | 2 - 3 (2 - 2) | FC Groningen                                             | Opstelling PSV | Opstelling FC Groningen |  |
| Stadion: Philips Stadion, Eindhoven Toeschouwers: 34.100 Tom van Sichem | Memphis Depay '3 Jürgen Locadia '37(P) |               | Richairo Živković '18 Filip Kostić '20 Tjaronn Chery '64 | Zoet, Arias, Bruma , Rekik , Willems, Park, Schaars (Ge. Wijnaldum '46), Hiljemark (Maher '87), Ruiz (Narsingh '77), Locadia, Depay | Bizot, Hateboer, Botteghin , Kappelhof, Burnet (Gi. Wijnaldum '30 ), Kieftenbeld , Chery, Lindgren, Van Der Velden, Živković, Kostić (Kirm '90+2) |  |
| Stadion: Philips Stadion, Eindhoven Toeschouwers: 34.100 Tom van Sichem |                                        |               |                                                          | Zoet, Arias, Bruma , Rekik , Willems, Park, Schaars (Ge. Wijnaldum '46), Hiljemark (Maher '87), Ruiz (Narsingh '77), Locadia, Depay | Bizot, Hateboer, Botteghin , Kappelhof, Burnet (Gi. Wijnaldum '30 ), Kieftenbeld , Chery, Lindgren, Van Der Velden, Živković, Kostić (Kirm '90+2) |  |
| Stadion: Philips Stadion, Eindhoven Toeschouwers: 34.100 Tom van Sichem |                                        |               |                                                          | Zoet, Arias, Bruma , Rekik , Willems, Park, Schaars (Ge. Wijnaldum '46), Hiljemark (Maher '87), Ruiz (Narsingh '77), Locadia, Depay | Bizot, Hateboer, Botteghin , Kappelhof, Burnet (Gi. Wijnaldum '30 ), Kieftenbeld , Chery, Lindgren, Van Der Velden, Živković, Kostić (Kirm '90+2) |  |
|                                                                         |                                        |               |                                                          | | |  |

#### April
| 5 april 2014, 18u45                                                            | SC Heerenveen                                                       | 3 - 0 (1 - 0) | PSV | Opstelling SC Heerenveen | Opstelling PSV |  |
| Stadion: Abe Lenstra Stadion, Heerenveen Toeschouwers: 25.600 Richard Liesveld | Bilal Başacıkoğlu '31 Rajiv van La Parra '79 Alfred Finnbogason '87 |               |     | Nordfeldt, Marzo, Kum, Kruiswijk, Van Aken (Dijks '90), Van Anholt, Van Den Berg, De Roon, Başacıkoğlu (Van La Parra '67), Finnbogason, Sinkgraven (Slagveer '89) | Zoet, Arias, Zanka, Rekik , Willems, Hiljemark, Maher, Park (Wijnaldum '46), Ruiz, Locadia (Matavž '68), Narsingh (Bakkali '78) |  |
| Stadion: Abe Lenstra Stadion, Heerenveen Toeschouwers: 25.600 Richard Liesveld |                                                                     |               |     | Nordfeldt, Marzo, Kum, Kruiswijk, Van Aken (Dijks '90), Van Anholt, Van Den Berg, De Roon, Başacıkoğlu (Van La Parra '67), Finnbogason, Sinkgraven (Slagveer '89) | Zoet, Arias, Zanka, Rekik , Willems, Hiljemark, Maher, Park (Wijnaldum '46), Ruiz, Locadia (Matavž '68), Narsingh (Bakkali '78) |  |
| Stadion: Abe Lenstra Stadion, Heerenveen Toeschouwers: 25.600 Richard Liesveld |                                                                     |               |     | Nordfeldt, Marzo, Kum, Kruiswijk, Van Aken (Dijks '90), Van Anholt, Van Den Berg, De Roon, Başacıkoğlu (Van La Parra '67), Finnbogason, Sinkgraven (Slagveer '89) | Zoet, Arias, Zanka, Rekik , Willems, Hiljemark, Maher, Park (Wijnaldum '46), Ruiz, Locadia (Matavž '68), Narsingh (Bakkali '78) |  |
|                                                                                |                                                                     |               |     | | |  |

| 13 april 2014, 16u30                                                   | PSV | 0 - 2 (0 - 1) | Feyenoord                             | Opstelling PSV | Opstelling Feyenoord |  |
| Stadion: Philips Stadion, Eindhoven Toeschouwers: 34.300 Björn Kuipers |     |               | Joris Mathijsen '29 Daryl Janmaat '76 | Zoet, Arias , Bruma, Hendrix, Willems (Brenet '42), Maher (Narsingh '71), Wijnaldum , Hiljemark, Ruiz, Locadia , Depay | Mulder, Janmaat, De Vrij, Mathijsen (Van Beek '67), Martins Indi , Kongolo, Clasie, Immers , Vilhena, Schaken (Boëtius '73), Pellè |  |
| Stadion: Philips Stadion, Eindhoven Toeschouwers: 34.300 Björn Kuipers |     |               |                                       | Zoet, Arias , Bruma, Hendrix, Willems (Brenet '42), Maher (Narsingh '71), Wijnaldum , Hiljemark, Ruiz, Locadia , Depay | Mulder, Janmaat, De Vrij, Mathijsen (Van Beek '67), Martins Indi , Kongolo, Clasie, Immers , Vilhena, Schaken (Boëtius '73), Pellè |  |
| Stadion: Philips Stadion, Eindhoven Toeschouwers: 34.300 Björn Kuipers |     |               |                                       | Zoet, Arias , Bruma, Hendrix, Willems (Brenet '42), Maher (Narsingh '71), Wijnaldum , Hiljemark, Ruiz, Locadia , Depay | Mulder, Janmaat, De Vrij, Mathijsen (Van Beek '67), Martins Indi , Kongolo, Clasie, Immers , Vilhena, Schaken (Boëtius '73), Pellè |  |
|                                                                        |     |               |                                       | | |  |

| 27 april 2014, 14u30                                                    | PEC Zwolle         | 1 - 2 (0 - 1) | PSV                               | Opstelling PEC Zwolle | Opstelling PSV                                                                                       |  |
| Stadion: IJsseldeltastadion, Zwolle Toeschouwers: 12.350 Danny Makkelie | Mustafa Saymak '62 |               | Jürgen Locadia '21 Bryan Ruiz '74 | Boer, Gravenbeek, Van Der Werff, Lachman, Van Hintum , Saymak, Mokotjo, Drost, Klich (Nijland '77), Fernandez (Benson '70), Thomas (Narsingh '58) | Zoet, Arias , Bruma, Rekik, Tamata, Hendrix (Hiljemark '90+3), Wijnaldum, Park, Ruiz, Locadia, Depay |  |
| Stadion: IJsseldeltastadion, Zwolle Toeschouwers: 12.350 Danny Makkelie |                    |               |                                   | Boer, Gravenbeek, Van Der Werff, Lachman, Van Hintum , Saymak, Mokotjo, Drost, Klich (Nijland '77), Fernandez (Benson '70), Thomas (Narsingh '58) | Zoet, Arias , Bruma, Rekik, Tamata, Hendrix (Hiljemark '90+3), Wijnaldum, Park, Ruiz, Locadia, Depay |  |
| Stadion: IJsseldeltastadion, Zwolle Toeschouwers: 12.350 Danny Makkelie |                    |               |                                   | Boer, Gravenbeek, Van Der Werff, Lachman, Van Hintum , Saymak, Mokotjo, Drost, Klich (Nijland '77), Fernandez (Benson '70), Thomas (Narsingh '58) | Zoet, Arias , Bruma, Rekik, Tamata, Hendrix (Hiljemark '90+3), Wijnaldum, Park, Ruiz, Locadia, Depay |  |
|                                                                         |                    |               |                                   | | |  |

#### Mei
| 3 mei 2014, 18u45                                                            | PSV                                 | 2 - 0 (1 - 0) | NAC Breda | Opstelling PSV | Opstelling NAC Breda |  |
| Stadion: Philips Stadion, Eindhoven Toeschouwers: 34.000 Reinold Wiedemeijer | Memphis Depay '16 Jeffrey Bruma '60 |               |           | Zoet, Brenet, Bruma, Rekik, Tamata, Hendrix, Wijnaldum, Park (Hiljemark '90), Ruiz (Narsingh '73), Locadia, Depay (Jozefzoon '85) | Ten Rouwelaar, De Roover, Drost, Buijs, Van Der Weg (Bodor '71), Swerts , Matić, Gilissen, Hooi (Seuntjens '46), Perica, Tighadouini (Sarpong '70) |  |
| Stadion: Philips Stadion, Eindhoven Toeschouwers: 34.000 Reinold Wiedemeijer |                                     |               |           | Zoet, Brenet, Bruma, Rekik, Tamata, Hendrix, Wijnaldum, Park (Hiljemark '90), Ruiz (Narsingh '73), Locadia, Depay (Jozefzoon '85) | Ten Rouwelaar, De Roover, Drost, Buijs, Van Der Weg (Bodor '71), Swerts , Matić, Gilissen, Hooi (Seuntjens '46), Perica, Tighadouini (Sarpong '70) |  |
| Stadion: Philips Stadion, Eindhoven Toeschouwers: 34.000 Reinold Wiedemeijer |                                     |               |           | Zoet, Brenet, Bruma, Rekik, Tamata, Hendrix, Wijnaldum, Park (Hiljemark '90), Ruiz (Narsingh '73), Locadia, Depay (Jozefzoon '85) | Ten Rouwelaar, De Roover, Drost, Buijs, Van Der Weg (Bodor '71), Swerts , Matić, Gilissen, Hooi (Seuntjens '46), Perica, Tighadouini (Sarpong '70) |  |
|                                                                              |                                     |               |           | | |  |

## Europees voetbal

### Champions League

#### Derde voorronde
| 30 juli 2013, 20u45                                      | PSV                                  | 2-0 (0-0) | Zulte Waregem | Opstelling PSV | Opstelling Zulte Waregem |  |
| Stadion: Philips Stadion, Eindhoven Toeschouwers: 35.000 | Memphis Depay '61 Jürgen Locadia '75 |           |               | Zoet, Brenet, Bruma, Rekik, Willems, Schaars, Maher, Wijnaldum, Bakkali ( Jozefzoon '81 ), Matavž (Locadia '72), Depay | Bossut, De fauw, Colpaert, D'Haene, Verboom (Duplus '45), Hazard, Berrier (Conté '67), Skúlason , N'Diaye, Leye, Habibou (Naessens '74) |  |
| Stadion: Philips Stadion, Eindhoven Toeschouwers: 35.000 |                                      |           |               | Zoet, Brenet, Bruma, Rekik, Willems, Schaars, Maher, Wijnaldum, Bakkali ( Jozefzoon '81 ), Matavž (Locadia '72), Depay | Bossut, De fauw, Colpaert, D'Haene, Verboom (Duplus '45), Hazard, Berrier (Conté '67), Skúlason , N'Diaye, Leye, Habibou (Naessens '74) |  |
| Stadion: Philips Stadion, Eindhoven Toeschouwers: 35.000 |                                      |           |               | Zoet, Brenet, Bruma, Rekik, Willems, Schaars, Maher, Wijnaldum, Bakkali ( Jozefzoon '81 ), Matavž (Locadia '72), Depay | Bossut, De fauw, Colpaert, D'Haene, Verboom (Duplus '45), Hazard, Berrier (Conté '67), Skúlason , N'Diaye, Leye, Habibou (Naessens '74) |  |
|                                                          |                                      |           |               | | |  |

| 7 aug 2013, 20u45                              | Zulte Waregem | 0 - 3 (0 - 0) | PSV                                               | Opstelling Zulte Waregem                                                                                       | Opstelling PSV |  |
| Stadion: Constant Vanden Stockstadion, Brussel |               |               | Tim Matavž '56 Zakaria Bakkali '73 Adam Maher '90 | Bossut, De fauw , Colpaert (, D'Haene, Godeau, Hazard, Conté, Skúlason, Malanda , Leye, Habibou (Naessens '30) | Zoet, Willems, Rekik (Marcelo '80), Bruma, Brenet, Wijnaldum, Schaars (Hiljemark '81), Maher, Bakkali (Jozefzoon '76), Matavž, Depay |  |
| Stadion: Constant Vanden Stockstadion, Brussel |               |               |                                                   | Bossut, De fauw , Colpaert (, D'Haene, Godeau, Hazard, Conté, Skúlason, Malanda , Leye, Habibou (Naessens '30) | Zoet, Willems, Rekik (Marcelo '80), Bruma, Brenet, Wijnaldum, Schaars (Hiljemark '81), Maher, Bakkali (Jozefzoon '76), Matavž, Depay |  |
| Stadion: Constant Vanden Stockstadion, Brussel |               |               |                                                   | Bossut, De fauw , Colpaert (, D'Haene, Godeau, Hazard, Conté, Skúlason, Malanda , Leye, Habibou (Naessens '30) | Zoet, Willems, Rekik (Marcelo '80), Bruma, Brenet, Wijnaldum, Schaars (Hiljemark '81), Maher, Bakkali (Jozefzoon '76), Matavž, Depay |  |
|                                                |               |               |                                                   | | |  |

#### Vierde voorronde
| 20 aug 2013                                                           | PSV            | 1 – 1 (0 – 1) | AC Milan                | Opstelling PSV | Opstelling AC Milan |  |
| Stadion: Philips Stadion, Eindhoven Toeschouwers: 35.000 Cüneyt Çakır | Tim Matavž '60 |               | Stephan El Shaarawy '15 | Zoet, Brenet, Rekik, Bruma, Willems, Schaars (Hiljemark '89), Wijnaldum, Maher , Park (Jozefzoon '69), Matavž (Locadia '76), Depay | Abbiati, Abate, Mexès, Zapata, Emanuelson, Montolivo, De Jong (Poli '78), Muntari , Boateng (Niang '84), Balotelli , El Shaarawy |  |
| Stadion: Philips Stadion, Eindhoven Toeschouwers: 35.000 Cüneyt Çakır |                |               |                         | Zoet, Brenet, Rekik, Bruma, Willems, Schaars (Hiljemark '89), Wijnaldum, Maher , Park (Jozefzoon '69), Matavž (Locadia '76), Depay | Abbiati, Abate, Mexès, Zapata, Emanuelson, Montolivo, De Jong (Poli '78), Muntari , Boateng (Niang '84), Balotelli , El Shaarawy |  |
| Stadion: Philips Stadion, Eindhoven Toeschouwers: 35.000 Cüneyt Çakır |                |               |                         | Zoet, Brenet, Rekik, Bruma, Willems, Schaars (Hiljemark '89), Wijnaldum, Maher , Park (Jozefzoon '69), Matavž (Locadia '76), Depay | Abbiati, Abate, Mexès, Zapata, Emanuelson, Montolivo, De Jong (Poli '78), Muntari , Boateng (Niang '84), Balotelli , El Shaarawy |  |
|                                                                       |                |               |                         | | |  |

| 28 aug 2013               | AC Milan                                                            | 3 - 0 (1 - 0) | PSV | Opstelling AC Milan | Opstelling PSV |  |
| Stadion: San Siro, Milaan | Kevin-Prince Boateng '9 Mario Balotelli 55 Kevin-Prince Boateng '77 |               |     | Abbiati, Abate, Zapata, Mexes, de Sciglio, de Jong, Montolivo , Muntari (Nocerino '82), Boateng (Robinho '86), Balotelli , El Shaarawy (Poli '74 ) | Zoet, Willems , Bruma , Rekik, Brenet, Schaars , Wijnaldum, Maher Toivonen '61), Park (Jozefzoon '61), Matavž, Depay (Locadia '74) |  |
| Stadion: San Siro, Milaan |                                                                     |               |     | Abbiati, Abate, Zapata, Mexes, de Sciglio, de Jong, Montolivo , Muntari (Nocerino '82), Boateng (Robinho '86), Balotelli , El Shaarawy (Poli '74 ) | Zoet, Willems , Bruma , Rekik, Brenet, Schaars , Wijnaldum, Maher Toivonen '61), Park (Jozefzoon '61), Matavž, Depay (Locadia '74) |  |
| Stadion: San Siro, Milaan |                                                                     |               |     | Abbiati, Abate, Zapata, Mexes, de Sciglio, de Jong, Montolivo , Muntari (Nocerino '82), Boateng (Robinho '86), Balotelli , El Shaarawy (Poli '74 ) | Zoet, Willems , Bruma , Rekik, Brenet, Schaars , Wijnaldum, Maher Toivonen '61), Park (Jozefzoon '61), Matavž, Depay (Locadia '74) |  |
|                           |                                                                     |               |     | | |  |

### Europa League

#### Groepsfase
| # | Club                 | Wedstrijden | Wedstrijden | Wedstrijden | Wedstrijden | Doelpunten | Doelpunten | Doelpunten | Punten |
| - | -------------------- | ----------- | ----------- | ----------- | ----------- | ---------- | ---------- | ---------- | ------ |
| # | Club                 | Gespeeld    | Winst       | Gelijk      | Verlies     | Voor       | Tegen      | Saldo      | Punten |
| 1 | Ludogorets           | 6           | 5           | 1           | 0           | 11         | 2          | +9         | 16     |
| 2 | Tsjornomorets Odessa | 6           | 3           | 1           | 2           | 6          | 6          | 0          | 10     |
| 3 | PSV Eindhoven        | 6           | 2           | 1           | 3           | 4          | 5          | −1         | 7      |
| 4 | Dinamo Zagreb        | 6           | 0           | 1           | 5           | 3          | 11         | −8         | 1      |

| 19 september 2013, 19u00                                               | PSV | 0 - 2 (0 - 0) | PFK Ludogorets                       | Opstelling PSV | Opstelling PFK Ludogorets |  |
| Stadion: Philips Stadion, Eindhoven Toeschouwers: 11.000 Ivan Kružliak |     |               | Roman Bezjak '60 Virgil Misidjan 74' | Zoet, Arias, Bruma, Hendrix, Willems (Zanka '44), Hiljemark (Schaars '77), Toivonen, Maher, Bakkali (Park '61), Matavž, Depay | Stoyanov, Choco, Mäntylä, Barthe, Caiçara, Espinho , Marcelo, Djakov , Abalo (Aleksandrov '75), Bezjak (Zlatinski '81), Misidjan (Stojanov '89) |  |
| Stadion: Philips Stadion, Eindhoven Toeschouwers: 11.000 Ivan Kružliak |     |               |                                      | Zoet, Arias, Bruma, Hendrix, Willems (Zanka '44), Hiljemark (Schaars '77), Toivonen, Maher, Bakkali (Park '61), Matavž, Depay | Stoyanov, Choco, Mäntylä, Barthe, Caiçara, Espinho , Marcelo, Djakov , Abalo (Aleksandrov '75), Bezjak (Zlatinski '81), Misidjan (Stojanov '89) |  |
| Stadion: Philips Stadion, Eindhoven Toeschouwers: 11.000 Ivan Kružliak |     |               |                                      | Zoet, Arias, Bruma, Hendrix, Willems (Zanka '44), Hiljemark (Schaars '77), Toivonen, Maher, Bakkali (Park '61), Matavž, Depay | Stoyanov, Choco, Mäntylä, Barthe, Caiçara, Espinho , Marcelo, Djakov , Abalo (Aleksandrov '75), Bezjak (Zlatinski '81), Misidjan (Stojanov '89) |  |
|                                                                        |     |               |                                      | | |  |

| 3 oktober 2013, 21u05                                                | Tsjornomorets Odessa | 0 - 2 (0 - 1) | PSV                                     | Opstelling Tsjornomorets Odessa | Opstelling PSV |  |
| Stadion: Tsentralny-stadion, Odessa Toeschouwers: 33.839 Liran Liany |                      |               | Memphis Depay '13 Florian Jozefzoon '88 | Bezotoskyi, Dja Djedje, Berger , Fontanello, Santana, Riera (Priyomov '83), Bobko, Gai (Samodin '83), K. Kovalchuk, Bakaj (Matos '57), Antonov | Tytoń, Arias, Bruma, Zanka, Willems, Schaars, Toivonen , Maher (Hiljemark '81), Bakkali (Jozefzoon '74), Locadia, Depay |  |
| Stadion: Tsentralny-stadion, Odessa Toeschouwers: 33.839 Liran Liany |                      |               |                                         | Bezotoskyi, Dja Djedje, Berger , Fontanello, Santana, Riera (Priyomov '83), Bobko, Gai (Samodin '83), K. Kovalchuk, Bakaj (Matos '57), Antonov | Tytoń, Arias, Bruma, Zanka, Willems, Schaars, Toivonen , Maher (Hiljemark '81), Bakkali (Jozefzoon '74), Locadia, Depay |  |
| Stadion: Tsentralny-stadion, Odessa Toeschouwers: 33.839 Liran Liany |                      |               |                                         | Bezotoskyi, Dja Djedje, Berger , Fontanello, Santana, Riera (Priyomov '83), Bobko, Gai (Samodin '83), K. Kovalchuk, Bakaj (Matos '57), Antonov | Tytoń, Arias, Bruma, Zanka, Willems, Schaars, Toivonen , Maher (Hiljemark '81), Bakkali (Jozefzoon '74), Locadia, Depay |  |
|                                                                      |                      |               |                                         | | |  |

| 24 oktober 2013, 21u05                                      | Dinamo Zagreb | 0 - 0 | PSV | Opstelling Dinamo Zagreb | Opstelling PSV |  |
| Stadion: Maksimirstadion, Zagreb Toeschouwers: 75 Pawel Gil |               |       |     | Zelenika, Šimunić, Pivarić , Pinto, Addy (Šimunović '81), Sammir (Čop '53), Ademi, Antolić (Lima '85), Brozović, El Arabi, Fernandes | Tytoń, Arias , Bruma , Hendrix, Willems (Tamata '58), Schaars, Toivonen , Maher (Hiljemark '86), Jozefzoon, Locadia (Matavž '75), Depay |  |
| Stadion: Maksimirstadion, Zagreb Toeschouwers: 75 Pawel Gil |               |       |     | Zelenika, Šimunić, Pivarić , Pinto, Addy (Šimunović '81), Sammir (Čop '53), Ademi, Antolić (Lima '85), Brozović, El Arabi, Fernandes | Tytoń, Arias , Bruma , Hendrix, Willems (Tamata '58), Schaars, Toivonen , Maher (Hiljemark '86), Jozefzoon, Locadia (Matavž '75), Depay |  |
| Stadion: Maksimirstadion, Zagreb Toeschouwers: 75 Pawel Gil |               |       |     | Zelenika, Šimunić, Pivarić , Pinto, Addy (Šimunović '81), Sammir (Čop '53), Ademi, Antolić (Lima '85), Brozović, El Arabi, Fernandes | Tytoń, Arias , Bruma , Hendrix, Willems (Tamata '58), Schaars, Toivonen , Maher (Hiljemark '86), Jozefzoon, Locadia (Matavž '75), Depay |  |
|                                                             |               |       |     | | |  |

| 7 november 2013, 19u00                              | PSV                             | 2 - 0 (1 - 0) | Dinamo Zagreb | Opstelling PSV | Opstelling Dinamo Zagreb |  |
| Stadion: Philips Stadion, Eindhoven Christian Balaj | Adam Maher '29 Ola Toivonen 57' |               |               | Tytoń, Arias, Bruma, Hendrix (Zanka '69), Willems, Schaars (Hiljemark '80), Toivonen, Maher, Narsingh (Jozefzoon '76), Locadia, Depay | Zelenika, Šimunić, Pivarić , Pinto, Addy, Antolić , Brozović, Lima (Rukavina '46), El Arabi (Čop '63), Sammir (Halilović '77), Fernandes |  |
| Stadion: Philips Stadion, Eindhoven Christian Balaj |                                 |               |               | Tytoń, Arias, Bruma, Hendrix (Zanka '69), Willems, Schaars (Hiljemark '80), Toivonen, Maher, Narsingh (Jozefzoon '76), Locadia, Depay | Zelenika, Šimunić, Pivarić , Pinto, Addy, Antolić , Brozović, Lima (Rukavina '46), El Arabi (Čop '63), Sammir (Halilović '77), Fernandes |  |
| Stadion: Philips Stadion, Eindhoven Christian Balaj |                                 |               |               | Tytoń, Arias, Bruma, Hendrix (Zanka '69), Willems, Schaars (Hiljemark '80), Toivonen, Maher, Narsingh (Jozefzoon '76), Locadia, Depay | Zelenika, Šimunić, Pivarić , Pinto, Addy, Antolić , Brozović, Lima (Rukavina '46), El Arabi (Čop '63), Sammir (Halilović '77), Fernandes |  |
|                                                     |                                 |               |               | | |  |

| 28 november 2013, 21u05                     | PFK Ludogorets                    | 2 - 0 (1 - 0) | PSV | Opstelling PFK Ludogorets | Opstelling PSV |  |
| Stadion: Vasil Levski, Sofia Nicola Rizzoli | Roman Bezjak '38 Roman Bezjak 79' |               |     | Stoyanov, Caiçara, Barthe, Moți , Minev, Aleksandrov, Zlatinski, Marcelinho, Djakov (Espinho '89), Bezjak (Quixada '82 ), Misidjan (Stojanov '92) | Zoet, Arias, Bruma , Rekik , Hendrix, Schaars , Toivonen, Maher, Narsingh (Zanka '63), Locadia (Jozefzoon '75), Depay (Bakkali '81) |  |
| Stadion: Vasil Levski, Sofia Nicola Rizzoli |                                   |               |     | Stoyanov, Caiçara, Barthe, Moți , Minev, Aleksandrov, Zlatinski, Marcelinho, Djakov (Espinho '89), Bezjak (Quixada '82 ), Misidjan (Stojanov '92) | Zoet, Arias, Bruma , Rekik , Hendrix, Schaars , Toivonen, Maher, Narsingh (Zanka '63), Locadia (Jozefzoon '75), Depay (Bakkali '81) |  |
| Stadion: Vasil Levski, Sofia Nicola Rizzoli |                                   |               |     | Stoyanov, Caiçara, Barthe, Moți , Minev, Aleksandrov, Zlatinski, Marcelinho, Djakov (Espinho '89), Bezjak (Quixada '82 ), Misidjan (Stojanov '92) | Zoet, Arias, Bruma , Rekik , Hendrix, Schaars , Toivonen, Maher, Narsingh (Zanka '63), Locadia (Jozefzoon '75), Depay (Bakkali '81) |  |
|                                             |                                   |               |     | | |  |

| 12 december 2013, 19u00                                               | PSV | 0 - 1 (0 - 0) | Tsjornomorets Odessa  | Opstelling PSV | Opstelling Tsjornomorets Odessa |  |
| Stadion: Philips Stadion, Eindhoven Toeschouwers: 13.000 Carlos Gómez |     |               | Franck Dja Djedje '59 | Zoet, Arias, Zanka, Rekik, Willems (Park '66), Hiljemark (Toivonen '75), Hendrix, Maher , Narsingh (Bakkali '80 ), Locadia, Depay | Bezotoskyi , Zubeyko, P. Kovalchuk , Fontanello , Santana, Bobko, Gai (Didenko '79), K. Kovalchuk, Riera , Antonov (Kutas '94), Dja Djedje (Matos '81) |  |
| Stadion: Philips Stadion, Eindhoven Toeschouwers: 13.000 Carlos Gómez |     |               |                       | Zoet, Arias, Zanka, Rekik, Willems (Park '66), Hiljemark (Toivonen '75), Hendrix, Maher , Narsingh (Bakkali '80 ), Locadia, Depay | Bezotoskyi , Zubeyko, P. Kovalchuk , Fontanello , Santana, Bobko, Gai (Didenko '79), K. Kovalchuk, Riera , Antonov (Kutas '94), Dja Djedje (Matos '81) |  |
| Stadion: Philips Stadion, Eindhoven Toeschouwers: 13.000 Carlos Gómez |     |               |                       | Zoet, Arias, Zanka, Rekik, Willems (Park '66), Hiljemark (Toivonen '75), Hendrix, Maher , Narsingh (Bakkali '80 ), Locadia, Depay | Bezotoskyi , Zubeyko, P. Kovalchuk , Fontanello , Santana, Bobko, Gai (Didenko '79), K. Kovalchuk, Riera , Antonov (Kutas '94), Dja Djedje (Matos '81) |  |
|                                                                       |     |               |                       | | |  |

## KNVB Beker

#### Tweede Ronde
| 25 september 2013,18u45                                                      | PSV                                                                                    | 4 - 1 (2 - 1) | Telstar            | Opstelling PSV                                                                                   | Opstelling Telstar |  |
| Stadion: Philips Stadion, Eindhoven Toeschouwers: 15.000 Reinold Wiedemeijer | Florian Jozefzoon '40 Jürgen Locadia '45+3(P) Jürgen Locadia '74(P) Jürgen Locadia 90' |               | Diangi Matusiwa '9 | Tytoń, Arias , Bruma, Hendrix, Tamata, Hiljemark, Toivonen, Schaars, Jozefzoon, Locadia, Bakkali | Varkevisser, Correia, Mac-Intosch, Rifai, Kok , Keurntjes, Van Essen, Kulhan, Klos (Isoufi '70), Lettinga (Salasiwa '77), Matusiwa (Karg '83) |  |
| Stadion: Philips Stadion, Eindhoven Toeschouwers: 15.000 Reinold Wiedemeijer |                                                                                        |               |                    | Tytoń, Arias , Bruma, Hendrix, Tamata, Hiljemark, Toivonen, Schaars, Jozefzoon, Locadia, Bakkali | Varkevisser, Correia, Mac-Intosch, Rifai, Kok , Keurntjes, Van Essen, Kulhan, Klos (Isoufi '70), Lettinga (Salasiwa '77), Matusiwa (Karg '83) |  |
| Stadion: Philips Stadion, Eindhoven Toeschouwers: 15.000 Reinold Wiedemeijer |                                                                                        |               |                    | Tytoń, Arias , Bruma, Hendrix, Tamata, Hiljemark, Toivonen, Schaars, Jozefzoon, Locadia, Bakkali | Varkevisser, Correia, Mac-Intosch, Rifai, Kok , Keurntjes, Van Essen, Kulhan, Klos (Isoufi '70), Lettinga (Salasiwa '77), Matusiwa (Karg '83) |  |
|                                                                              |                                                                                        |               |                    |                                                                                                  | |  |

#### Derde Ronde
| 30 oktober 2013,18u45                                                   | PSV               | 1 - 3 (0 - 2) | Roda JC                                                    | Opstelling PSV | Opstelling Roda JC |  |
| Stadion: Philips Stadion, Eindhoven Toeschouwers: 19.000 Pol van Boekel | Joshua Brenet '87 |               | Mark-Jan Fledderus '18 Guus Hupperts '37 Guus Hupperts '67 | Bertrams, Brenet, Bruma, Hendrix, Willems , Hiljemark (Maher '46), Toivonen (Bakkali '76), Schaars , Narsingh (Locadia '65), Matavž, Depay | Kurto, Dijkhuizen (Sutchuin '82), Biemans, Luijckx , Van Peppen, Hupperts (Höcher '79), Donald (Bonevacia '68), Fledderus, Pluim, Kali, Demouge |  |
| Stadion: Philips Stadion, Eindhoven Toeschouwers: 19.000 Pol van Boekel |                   |               |                                                            | Bertrams, Brenet, Bruma, Hendrix, Willems , Hiljemark (Maher '46), Toivonen (Bakkali '76), Schaars , Narsingh (Locadia '65), Matavž, Depay | Kurto, Dijkhuizen (Sutchuin '82), Biemans, Luijckx , Van Peppen, Hupperts (Höcher '79), Donald (Bonevacia '68), Fledderus, Pluim, Kali, Demouge |  |
| Stadion: Philips Stadion, Eindhoven Toeschouwers: 19.000 Pol van Boekel |                   |               |                                                            | Bertrams, Brenet, Bruma, Hendrix, Willems , Hiljemark (Maher '46), Toivonen (Bakkali '76), Schaars , Narsingh (Locadia '65), Matavž, Depay | Kurto, Dijkhuizen (Sutchuin '82), Biemans, Luijckx , Van Peppen, Hupperts (Höcher '79), Donald (Bonevacia '68), Fledderus, Pluim, Kali, Demouge |  |
|                                                                         |                   |               |                                                            | | |  |

## Topscorers 2013/2014
Nederlandse Eredivisie
| Nr.                           | Naam                          | Goal |
| ----------------------------- | ----------------------------- | ---- |
| 1.                            | Jürgen Locadia                | 13   |
| 2.                            | Memphis Depay                 | 12   |
| 3.                            | Bryan Ruiz                    | 5    |
| 4.                            | Jeffrey Bruma                 | 4    |
| 4.                            | Georginio Wijnaldum           | 4    |
| 4.                            | Jetro Willems                 | 4    |
| 7.                            | Zakaria Bakkali               | 3    |
| 7.                            | Adam Maher                    | 3    |
| 9.                            | Oscar Hiljemark               | 2    |
| 9.                            | Florian Jozefzoon             | 2    |
| 9.                            | Tim Matavž                    | 2    |
| 9.                            | Park Ji-sung                  | 2    |
| 13.                           | Santiago Arias                | 1    |
| 13.                           | Karim Rekik                   | 1    |
| 13.                           | Ola Toivonen                  | 1    |
| Eigen doelpunten tegenstander | Eigen doelpunten tegenstander | 1    |
| Totaal                        | Totaal                        | 60   |

| Nr.    | Naam              | Goal |
| ------ | ----------------- | ---- |
| 1.     | Memphis Depay     | 1    |
| 1.     | Florian Jozefzoon | 1    |
| 1.     | Adam Maher        | 1    |
| 1.     | Ola Toivonen      | 1    |
| Totaal | Totaal            | 4    |

| Nr.    | Naam              | Goal |
| ------ | ----------------- | ---- |
| 1.     | Jürgen Locadia    | 3    |
| 2.     | Florian Jozefzoon | 1    |
| 2.     | Joshua Brenet     | 1    |
| Totaal | Totaal            | 5    |

## Vrouwenvoetbal
- PSV/FC Eindhoven in het seizoen 2013/14

ADO Den Haag ·
Ajax ·
AZ ·
SC Cambuur ·
Feyenoord ·
Go Ahead Eagles ·
FC Groningen ·
sc Heerenveen ·
Heracles Almelo ·
NAC Breda ·
N.E.C. ·
PEC Zwolle · 
PSV ·
RKC Waalwijk ·
Roda JC Kerkrade ·
FC Twente ·
FC Utrecht ·
Vitesse